# Ескадрені міноносці типу «Арлі Берк»
Ескадрені міноносці КРЗ типу «А́рлі Берк» (англ. the Arleigh Burke class destroyers) — тип ескадрених міноносців КРЗ (з керованою ракетною зброєю) четвертого покоління. Есмінці будуються на замовлення ВМС США з 1988 року.
Назву типу було дано по головному кораблю, есмінцю КРЗ «Арлі Берк», названому на честь американського адмірала Другої світової війни Арлі Альберта Берка. Перший ескадрений міноносець типу «Арлі Берк» був введений до складу Атлантичного флоту США 4 липня 1991 року. Після списання 21 вересня 2005 року останнього есмінця типу «Спрюенс» «Кушінг», у ВМС США залишився єдиний тип ескадрених міноносців КРЗ — ескадрені міноносці «Арлі Берк».
На травень 2010 року есмінець «Арлі Берк» є найбільш багатосерійним типом бойового надводного корабля з повною водотоннажністю понад 5000 тонн за всю післявоєнну історію флоту. Враховуючи досить низькі темпи будівництва есмінців у інших державах, у найближчі роки жодна держава світу не зможе побити цей своєрідний рекорд.
Крім флоту США, чотири кораблі типу «Арлі Берк», щоправда з дещо зміненою конструкцією і побудовані за цивільним стандартом (Ескадрені міноносці КРЗ типу «Конго»), стоять на озброєнні морських сил самооборони Японії. На 2000 рік планувалося ввести до складу ВМС Японії, до 2010 року, ще три кораблі, модернізованих до рівня серії IIA, але станом на зараз від будівництва цих кораблів відмовилися на користь більш досконалих ескадрених міноносців типу «Атаго».

## Призначення
До числа основних бойових завдань, поставлених перед ескадреними міноносцями КРЗ типу «Арлі Берк», відносяться:
1. Захист власних авіаносних і корабельних ударних груп від масованих ракетних атак противника, який використовує протикорабельні ракети, що запускаються як з надводних кораблів, так і з атомних підводних човнів з ракетними комплексами.
2. Протиповітряна оборона власних сил (флотських з'єднань, конвоїв або окремих кораблів) від авіації противника.

Другорядними завданнями кораблів цього типу є:
1. Боротьба з підводними човнами та надводними кораблями противника;
2. Забезпечення морської блокади тих чи інших районів;
3. Артилерійська підтримка десантних операцій;
4. Спостереження за кораблями противника;
5. Участь у пошуково-рятувальних операціях[7].

Завдяки бойовим можливостям системи «Іджіс», ескадрені міноносці типу «Арлі Берк» здатні вести швидкоплинний тривимірний бій (з одночасним забезпеченням протиповітряної, протикорабельної та протичовнової оборони) в умовах високого ступеня загрози з боку противника. Порівняно з крейсерами «Тікондерога», есмінці типу «Арлі Берк», мають менші габаритні розміри, кращі параметри остійності та бойову живучість, а також оснащені переважно новішими та більш досконалими модифікаціями систем радіоелектронного, зенітно-ракетного та артилерійського озброєння. Під час проєктування, а потім і будівництва ескадрених міноносців типу «Арлі Берк», конструктори проєкту спробували втілити висунуте флотом обґрунтування цього типу: створити корабель, що має 3/4 можливостей ракетних крейсерів типу «Тікондерога» за 2/3 ціни останніх.

## Історія будівництва кораблів серії

### Історія розробки
Розробка есмінців КРЗ нового типу, здатних доповнити 31 есмінець типу «Спрюенс» і замінити есмінці попередніх типів, почалася наприкінці 1970-х років і, зрештою, привела до створення кораблів даного типу та появи програми з їх будівництва. Принципово новий тип есмінців КРЗ повинен був стати засобом для досягнення переваги ВМС США над Військово-морським флотом Радянського Союзу. Спочатку розробка нового проєкту ескадреного міноносця була запропонована в 1980 році конструкторам семи суднобудівних підприємств. Їх число вже у 1983 році скоротився до трьох компаній: Todd Shipyards, Bath Iron Works, і Ingalls Shipbuilding.
У підсумку, 5 квітня 1985 року контракту на будівництво першого корабля серії Ι домоглася суднобудівна верф Bath Iron Works. Контракт було укладено на суму $ 321,9 млн, а загальна вартість есмінця-первістка разом з озброєнням склала $ 1,1 млрд (у цінах 1983 року). Верф Bath Iron Works отримала також контракт на будівництво 3-го та 4-го есмінця у серії, а пізніше домагалася все нових і нових контрактів. Другий есмінець першої серії був замовлений другій компанії, Ingalls Shipbuilding (компанія Todd Shipyards не змогла домогтися отримання контракту).

### Серійне будівництво
Після замовлення на будівництво перших трьох есмінців (DDG-51 — 53) 13 грудня 1988 прийшло замовлення на будівництво ще п'яти есмінців серії. За цим замовленням 22 лютого 1990 року надійшло нове на будівництво додаткових п'яти есмінців, далі судноверфями було отримано замовлення (від 16 січня 1991 року) на ще чотири есмінці. Останнє замовлення на п'ять есмінців першої серії корабля було отримане верфями Bath Iron Works і Ingalls Shipbuilding 8 квітня 1992 року, причому останній із п'яти замовлених у 1992 році есмінців добудовувався вже як корабель серії Flight II.
Замовлення на кораблі II серії були розподілені наступним чином: 19 — 21 січня 1993 — чотири есмінці (DDG-73 — DDG-76), 20 липня 1994 — три (DDG-77 — DDG-79), причому останній із цих трьох есмінців будувався за проектом Flight IIA.
Замовлення на будівництво кораблів серії IIA були здійснені в такі строки: 6 січня 1995 — три одиниці (DDG-80 — DDG-82), 20 червня 1996 — дві одиниці (DDG-83 — DDG-84), 13 грудня 1996 — чотири одиниці (DDG-85 — DDG-88), 6 березня 1998 — тринадцять одиниць (DDG-89 — DDG-101), 13 вересня 2002 — одинадцять одиниць (DDG-102 — DDG-112), 15 червня 2011 — одна одиниця (DDG-113), 27 вересня 2011 — дві одиниці (DDG-114 — DDG-115), оголошений опціон на DDG-116.
На початок червня 2011-го заплановано будівництво 75 ескадрених міноносців даного типу, з яких 61 корабель вже побудований, по 2-3 нових корабля вводиться у дію щорічно. Останній, 61-й есмінець серії, (Спрюенс), був прийнятий до складу ВМС США 1 жовтня 2011 року. Після відмови у липні 2008 року від великосерійного будівництва есмінців типу DDG-1000, з'явилися плани будівництва ще 8-11 кораблів типу «Арлі Берк» крім вже замовлених 62 і збільшення загального числа побудованих есмінців серії до 70-73 одиниць. Будівництво нових есмінців типу «Арлі Берк», наступних після «Майкл Мерфі», дозволяє суднобудівним верфям США не переривати виробництво ескадрених міноносців до початку серійного виробництва на цих підприємствах нових крейсерів типів CG(X) і CGN(X), яке очікується не раніше 2015 року (якщо не вважати малосерійне будівництво есмінців DDG-1000). У грудні 2009 року ВМС США уклали контракт вартістю $ 117 млн на придбання матеріалів для есмінця DDG-113, а у квітні 2010-го контракт вартістю $ 114 млн на придбання матеріалів для есмінця DDG-114.
У червні 2011 року стало відомо, що керівництвом ВМС США було прийнято рішення про збільшення замовлення на есмінці типу «Арлі Берк» і продовження їх будівництва як мінімум до 2031 року. В рамках програм 2012 і 2013 років планувалося розробити нову поліпшену модифікацію ескадреного міноносця — Серію III, за якою, починаючи з 2016 року (з корабля DDG-122), має бути закладено 24 нових кораблі цього типу. Планується, що кораблі від DDG-113 до DDG-121 будуть поступово «насичуватись» технологіями Серії III.

### Вартість будівництва
Вартість будівництва головного есмінця у цінах 1983 року становила $ 1,1 млрд. На 2004 рік усереднена вартість спорудження одного корабля серії IIA дорівнювала $ 1,1...1,25 млрд, а щорічна вартість обслуговування одного корабля (у разі одного ремонту раз на два роки) = $ 20 млн. До 2009 року, через інфляцію, вартість одного есмінця третьої підсерії (Flight IIa) зросла до $ 1,4 млрд, а щорічна вартість обслуговування — до $ 25 млн.
Основна частка коштів від загальної вартості будівництва та озброєння ескадрених міноносців типу «Арлі Берк» йде безпосередньо на придбання і монтаж на есмінцях систем озброєння. Так, 6 корпусів есмінців, замовлених Bath Iron Works до закладки в 2002-2005 роках обійшлися у $ 3 170 973 112, вартість 4 корпусів, замовлених Ingalls Shipbuilding у ці ж строки = $ 1 968 269 674, з чого легко можна вирахувати середню вартість корпусу одного есмінця, яка дорівнює ≈ $ 500 млн, тобто трохи більше третини від загальної вартості корабля. Таким чином, майже дві третини витрат на введення корабля в експлуатацію складає його озброєння. Найдорожчою складовою озброєння есмінців «Арлі Берк» є бойова система Іджіс — її вартість дорівнює приблизно $ 300 млн.
Наступний після «Майкл Мерфі» есмінець типу «Арлі Берк» (будівництво передбачалося почати 2009 року) обійдеться бюджету Військово-морських сил США в $ 2,2 млрд. Передбачається, що середня вартість інших есмінців майбутньої серії, будівництво якої поки тільки планується, не перевищить $ 1,7 млрд.
Зростання витрат обумовлено, крім інфляції, також установленням на кораблі, що будуються, нових систем озброєння.

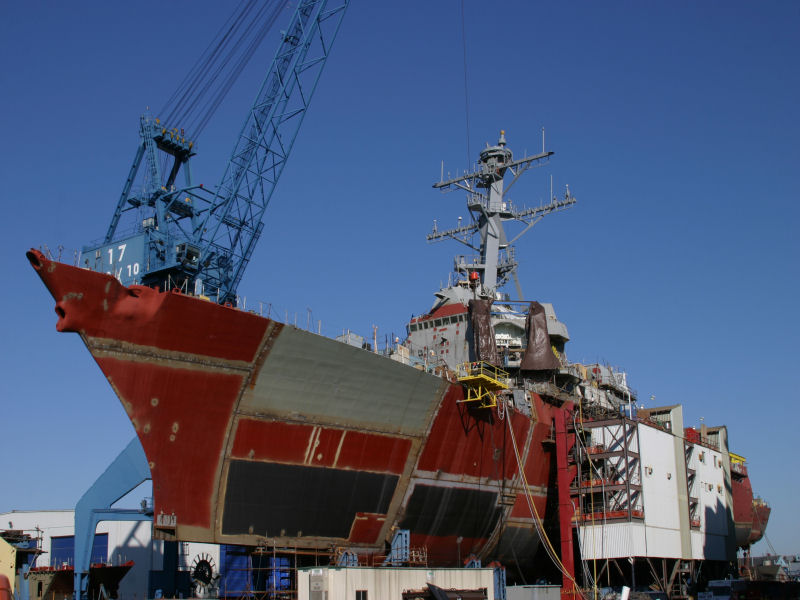
Будівництво есмінця «Фаррагут» (DDG-99).
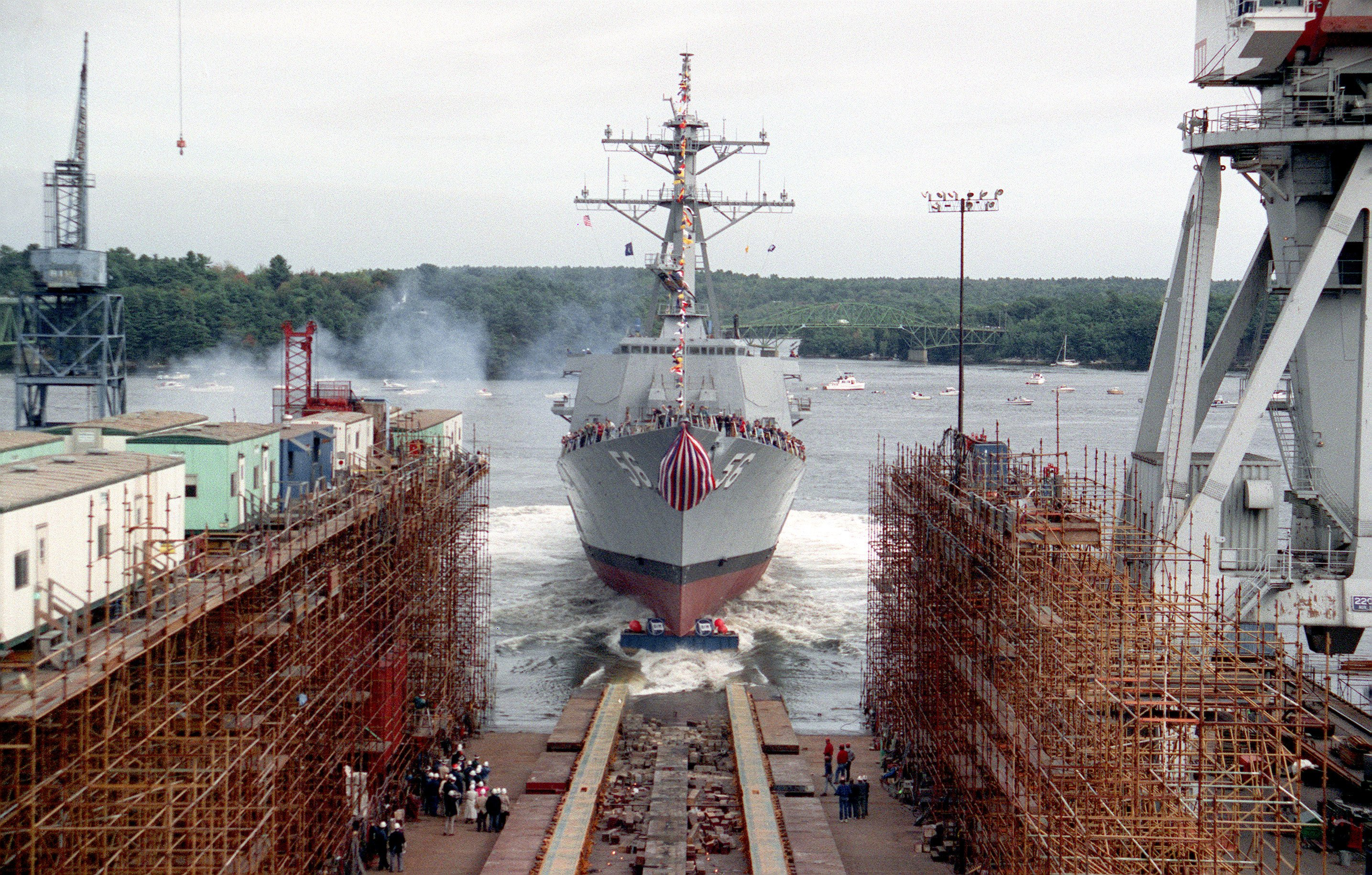
Спуск на воду есмінця «Джон Маккейн» (DDG-56).

## Конструкція

### Корпус і надбудова

#### Серія I

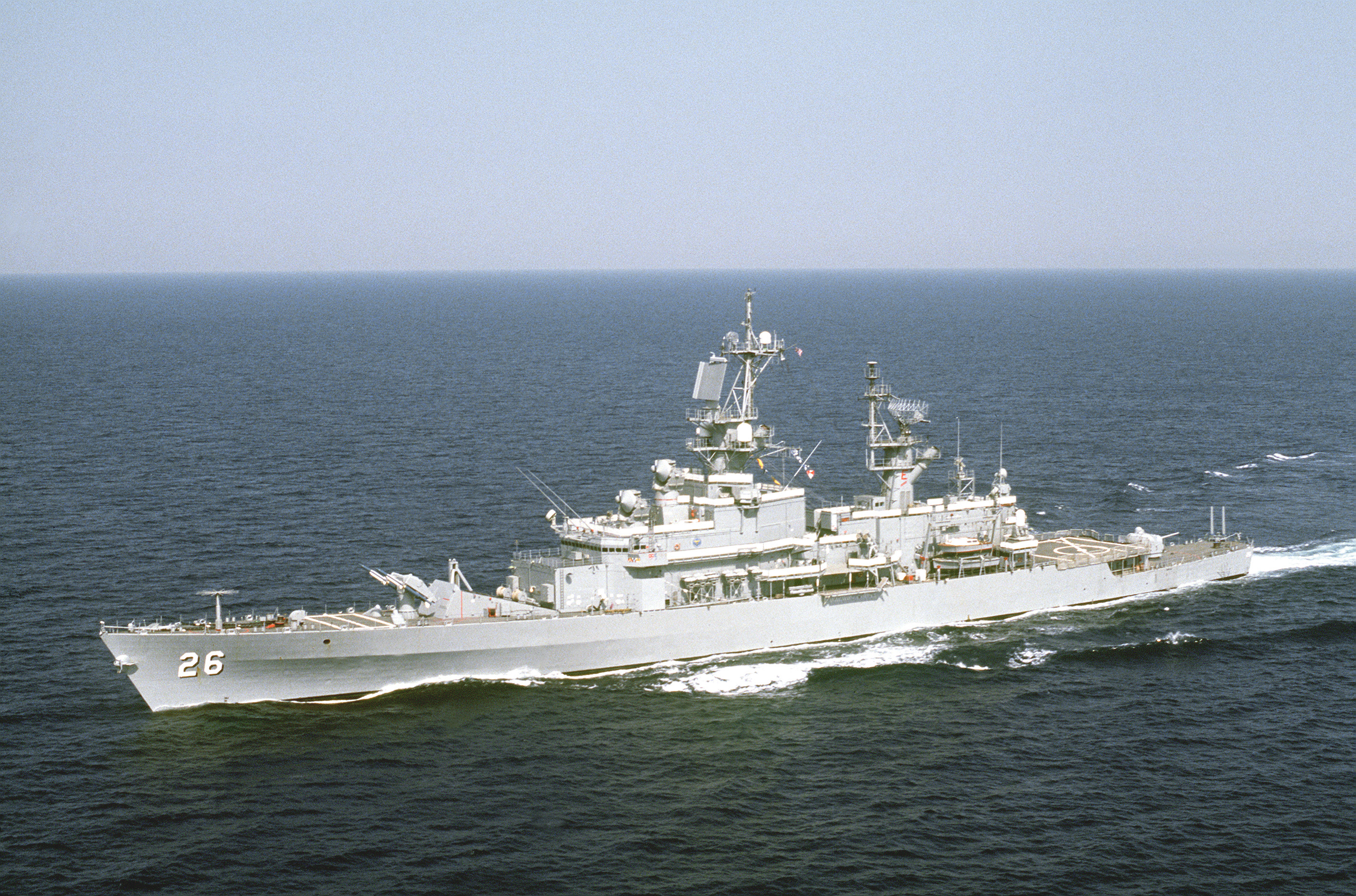
Крейсер «Белкнап» до пожежі

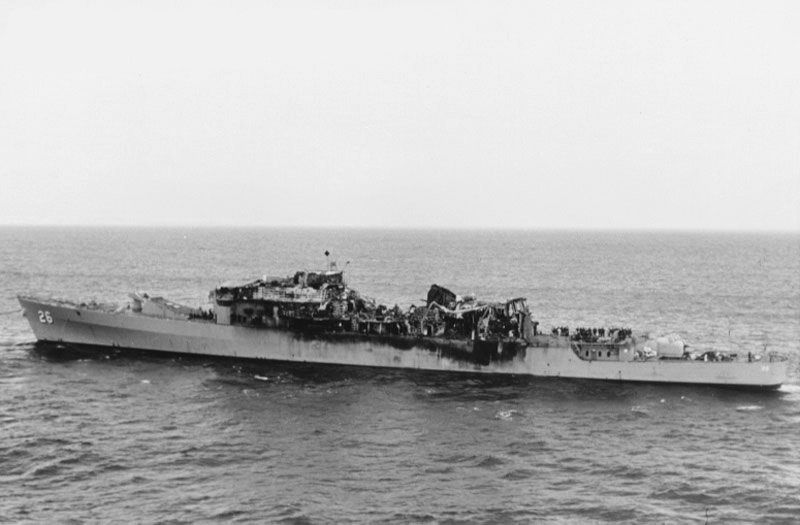
Наслідки пожежі на крейсері «Белкнап»

Ескадрені міноносці КРЗ типу «Арлі Берк» — типові однокорпусні кораблі з коефіцієнтом подовження корпусу (ватерлінії) = 7,1 довгонапівбачної конструкції. Корпуси кораблів серії вперше за багато років у американській суднобудівельній практиці стали виготовлятися практично цілком із високоміцної сталі, з застосуванням лише окремих вузлів і секцій із алюмінію, зокрема, труб газотурбінних установок і грот-щогли. На повернення до використання сталі в будівництві кораблів американських конструкторів підштовхнув досвід Фолклендської війни, яка виявила слабку захищеність британських кораблів із алюмінієвими корпусами, а також низка пожеж на власних кораблях (зокрема, пожежа на ракетному крейсері «Белкнап», що виникла 22 листопада 1975 року при зіткненні крейсера з авіаносцем «Джон Ф. Кеннеді», повністю знищила надбудову крейсера та забрала життя 7 осіб). Розроблений для есмінців даного проєкту новий корпус має повні обводи в носовій частині та малий розвал надводних гілок носових шпангоутів, чим помітно відрізняється від свого попередника — проєкту есмінців типу «Спрюенс». Як вважають розробники проєкту есмінців «Арлі Берк», незважаючи на деяке зростання опору води, ця форма корпусу має кращі морехідні якості. Позитивні якості есмінців «Арлі Берк» полягають у більшій плавності та малості розмахів хитавиці, поміркованості заливання і забризкування, малих кутах крену корабля на циркуляції. Корпус есмінця виконано низькозаглибним. Корпуси кораблів розділені, з урахуванням раціональності, водонепроникними перегородками, доходять до верхньої палуби, на 13 відсіків і мають подвійне дно усією своєю протяжністю. Крізь весь корабель проходять дві безперервні палуби, не рахуючи верхньої. У нижніх палубах є наскрізний прохід, що дозволяє екіпажу займати бойові пости, не виходячи для цього на верхню палубу. Розвал бортів має значення понад 8° на значній протяжності довжини корпусу. Висота твіндеків ВМС США стандартна — 2,9 м. Кораблі будуються за модульним принципом, тобто корпус корабля при будівництві утворюється із попередньо зібраних модулів (блоків). Це полегшує і скорочує хід будівництва. Повний процес будівництва корабля (від закладки до спуску на воду) складає від 10 до 17 місяців, причому більшість кораблів було побудовано за проміжок менший, ніж 15 місяців. Певне відставання від графіків будівництва спостерігалося після урагану «Катріна», який загальмував термін здачі декількох есмінців верф'ю компанії Bath Iron Works у Паскагулі.
Есмінці КРЗ типу «Арлі Берк» стали першими після фрегатів типу «Лафайєт» кораблями, при будівництві яких використовується технологія Стелс. Ескадрені міноносці КРЗ типу «Арлі Берк» — перші кораблі в ВМС США, у яких завдяки створенню архітектури надбудов, виконаних за технологією Стелс (з гострими ребрами, для більшого розсіювання радіохвиль) та застосування поглинальних енергію радіовипромінювання покриттів, суттєво знижена ефективна площа розсіювання. Задля зменшення теплового поля димові труби есмінців оснащено спеціальними змішувальними камерами, в яких вихлопні гази змішуються з холодним повітрям. Зменшення теплового поля кораблів досягнуто способом ізолювання гарячих ділянок шляхом використання системи повітряного охолодження відпрацьованих газів.

#### Серія IΙ
Метацентрична висота кораблів 2-ї серії підвищена за рахунок зниження ваги надбудови. На трьох чвертях довжини корпусу есмінців 2-ї серії було збільшено товщину металевої обшивки, покращено ефективність витрачання палива завдяки внесенню змін у будову носової частини судна. Конструкція гребних гвинтів також була покращена для зниження рівня кавітаційного шуму. Крім того, було розширено житлові приміщення есмінців серії для розміщення особового складу авіагрупи, а також жінок-військовослужбовців. З метою збільшення бойової живучості в корпусі корабля були додатково встановлені п'ять броньованих перебірок.

#### Серія IΙA
Порівняно з есмінцями «Арлі Берк» першої серії корпус подовжений на 1,37 м — до 155,29 м. Ширина корпусу залишилася колишньою. Для будівництва есмінців серії IΙA застосовується раніше не використовувана технологія, за якої насичення секцій відбувається до їх улаштування в основні модулі корпусу. Починаючи з «Шуп», для зменшення рівнів вторинного радіолокаційного поля вертолітні ангари виготовляються з композитних матеріалів. Усі есмінці серії IIA обладнано засобами супутникового зв'язку, що дозволяє членам корабельної команди телефонувати в будь-який час додому або користуватися Інтернетом. На всіх есмінцях, починаючи з «Маккемпбелл», є спеціальна пральня самообслуговування. Крім цього в конструкцію і обладнання есмінців типу «Арлі Берк» серії IIA внесено низку інших, більш дрібних, змін.

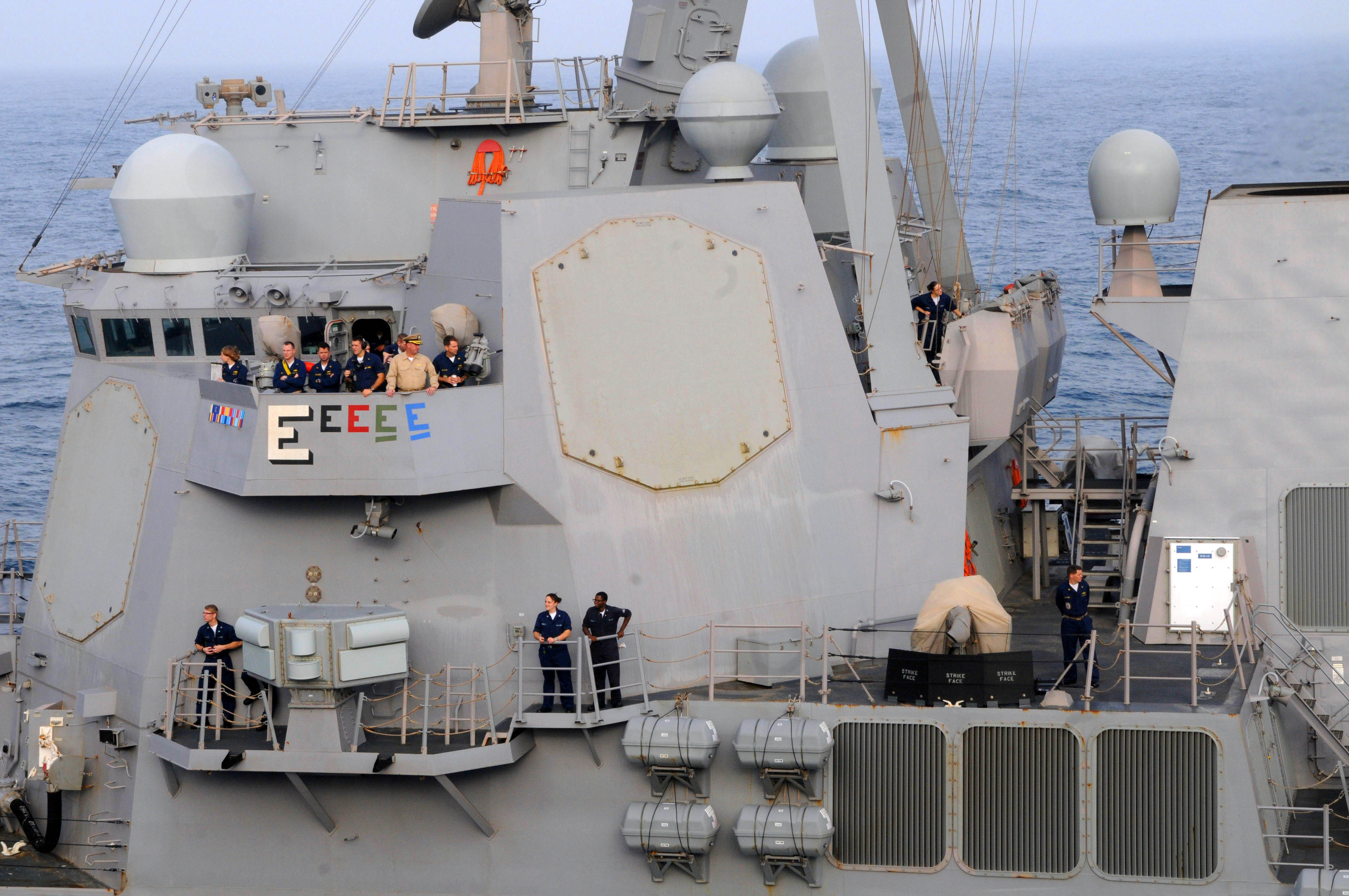
Носова надбудова есмінців «Арлі Берк».
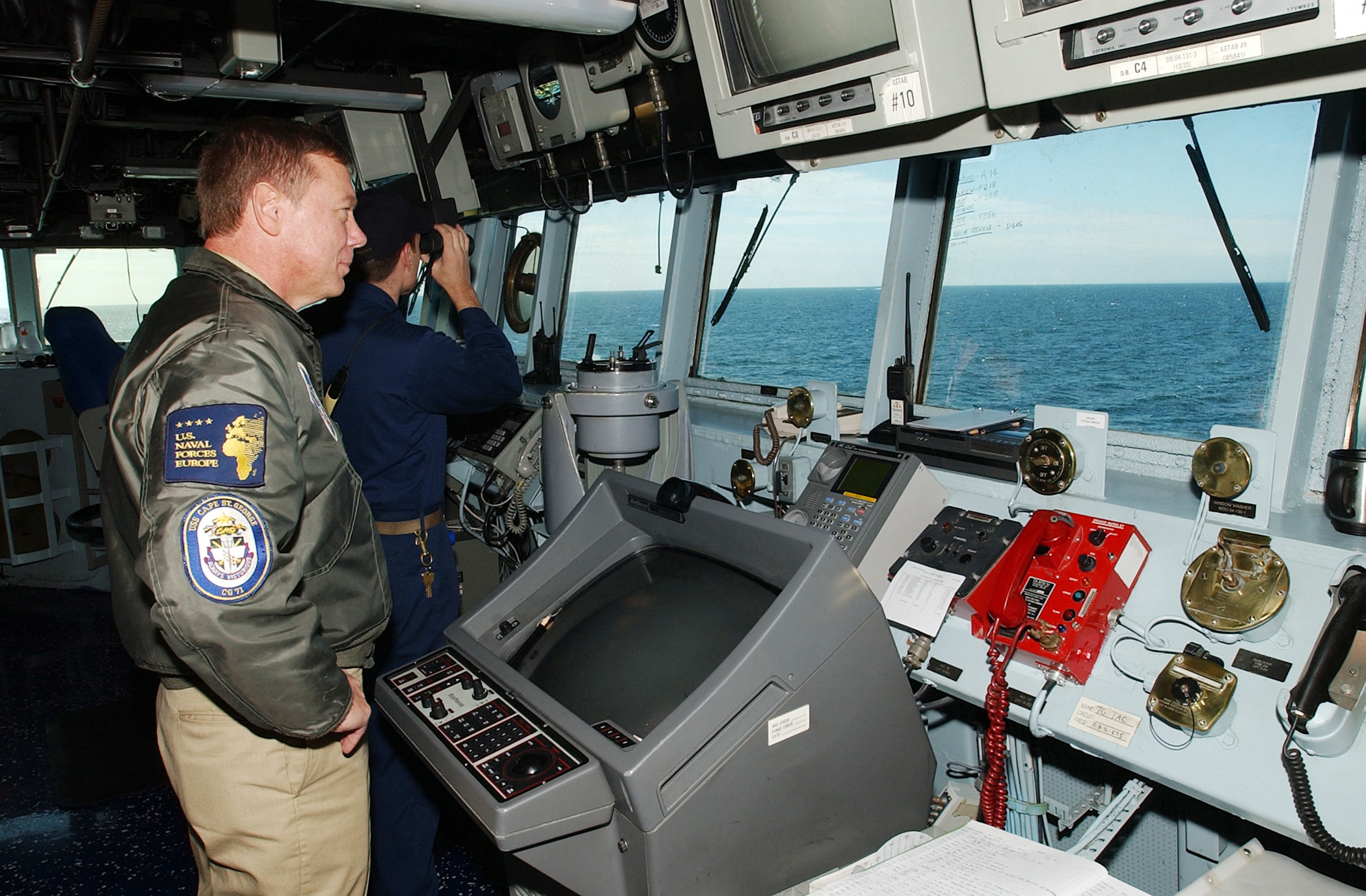
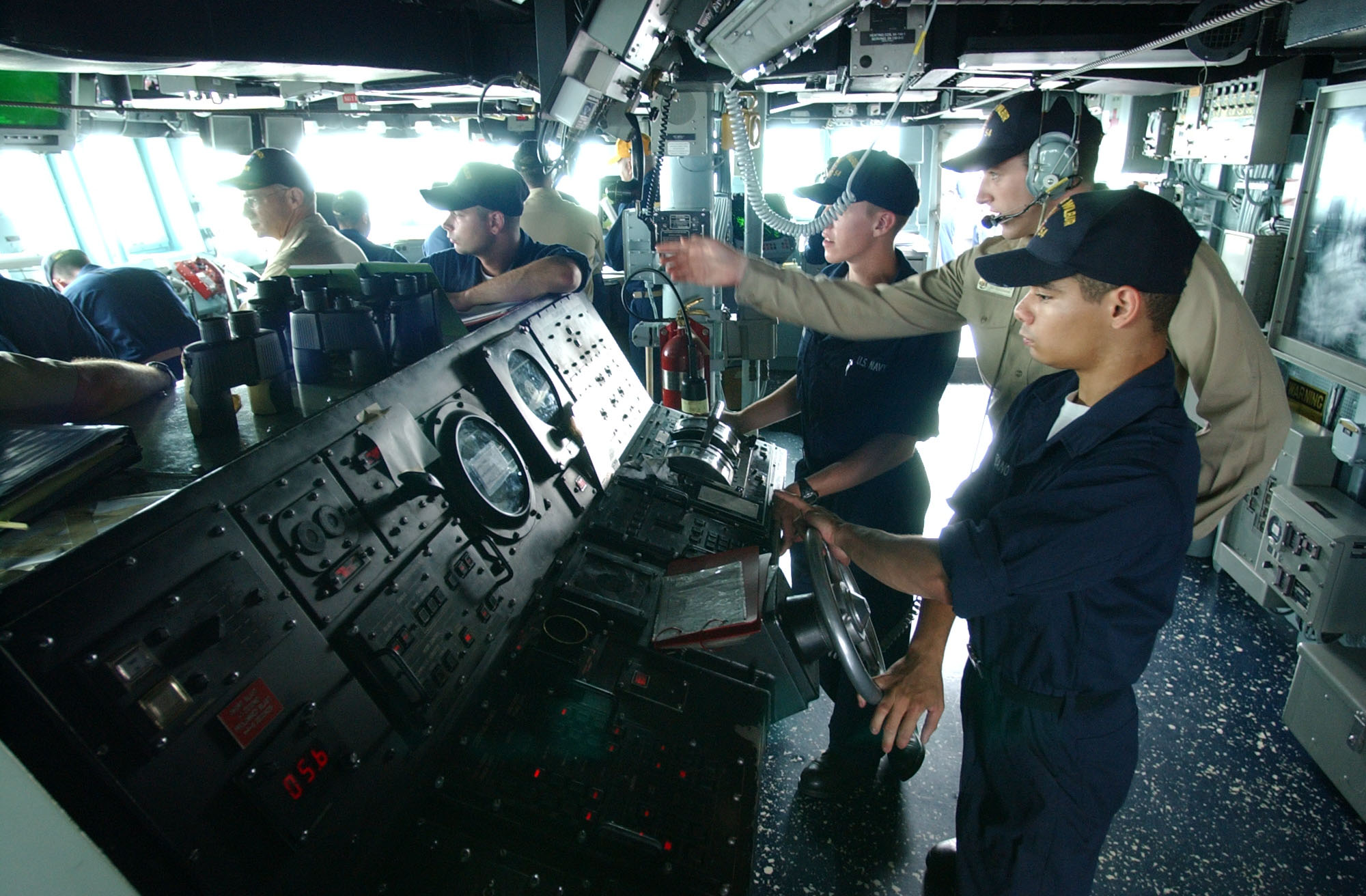
Ходова рубка есмінця USS Curtis Wilbur (DDG-54)

### Енергетична установка

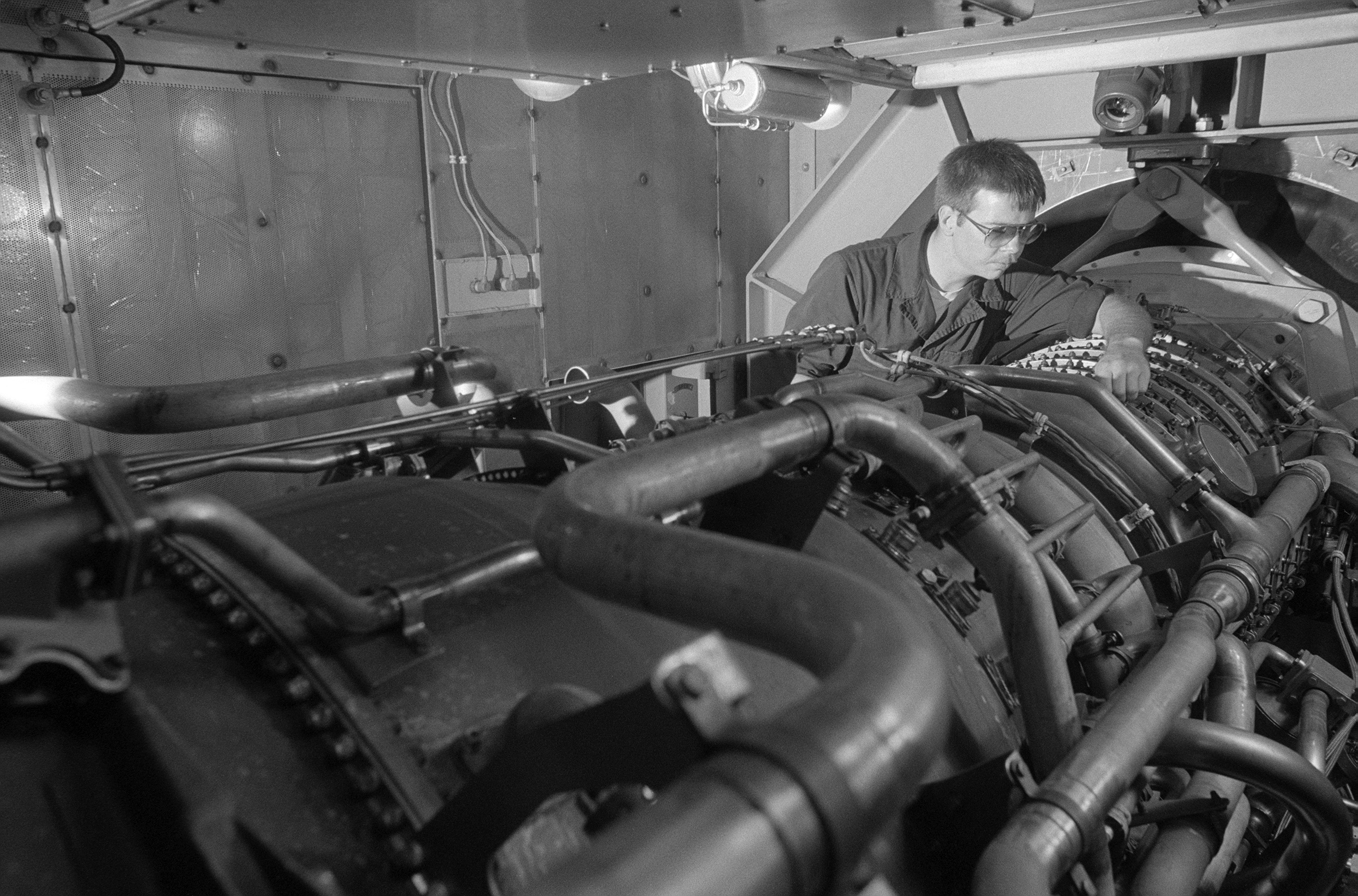
Газотурбінний двигун General Electric LM2500

Новим явищем для американського суднобудування стала встановлена на есмінцях «Арлі Берк» двовальна головна енергетична установка, що складається з 4 газотурбінних двигунів General Electric LM2500 з теплоутилізаційним контуром, що дає додаткове 25-ти відсоткове заощадження пального. Головна енергетична установка корабля монтується на звукоізолювальних фундаментах і амортизуючих опорах. ГЕУ (газова турбіна, компресор, трубопровід) і звукоізолюючий кожух виконано у вигляді єдиного блоку (модуля). Рушійна установка корабля дозволяє йому розвивати повну швидкість ходу не менше 30 вузлів за будь-якого хвилювання моря. Головний есмінець серії I «Арлі Берк» на ходових випробуваннях за повної водотоннажності корпусу, розвинув 30-вузлову швидкість при 35-футовій (10,67 м) хвилі та сумарній потужності на валу в 75 000 к. с.. На кораблях всіх серій є 3 резервних газотурбінних двигуна «Allison 2500» (потужність кожного — 2,5 МВт), на яких кораблі здатні пересуватися у разі виходу ГЕУ з ладу. Рух есмінців «Арлі Берк» забезпечують 2 п'ятилопатевих гвинти регульованого кроку марки KaMeWa. Найбільша дальність плавання ескадрених міноносців КРЗ типу «Арлі Берк» серії I на оперативно-економічному ходу (20 вузлів) досягає 4400 морських миль (8148,8 км), на кораблях II і IIA серій завдяки підвищенню паливної ефективності корабля, досягнутій завдяки удосконаленню конструкцій носової частини корпусу та розміщенню додаткових паливних цистерн, дальність плавання корабля було підвищено до 4890 миль (9056 км). Дальність плавання ескадрених міноносців на економічній швидкості (18 вузлів) за деякими даними досягає 6000 морських миль (11 112 км). Дальність плавання есмінців «Арлі Берк» оцінюється як порівняно невелика, тим більше, що для попереднього типу есмінців ВМС США (ескадрених міноносців типу «Спрюенс») вона становила 6000 миль на 20 вузлах і 3300 миль 30-вузловим ходом.

### Екіпаж
Екіпаж кораблів I та II серії складається з 22-26 офіцерів і приблизно 300—330 моряків у званні ворент-офіцер і нижче. На кораблях серії IIΑ екіпаж було збільшено до 380 осіб (загальна чисельність офіцерів збільшилася до 32) через появу на кораблях спеціальної групи технічного обслуговування 2 вертольотів, що складається з 18 осіб, у тому числі 4 офіцерів. Умови розміщення екіпажу на есмінцях «Арлі Берк» досить затишні, офіцери розміщуються в окремих каютах, матроський склад — у кубриках. На 1 члена екіпажу корабля припадає 4 м² житлових приміщень.

## Бойова живучість
Під час проєктування есмінців КРЗ типу «Арлі Берк» особлива увага конструкторами та розробниками проєкту приділялася питанням належного забезпечення конструктивного захисту та живучості есмінців даного типу. Для цього були зменшені розміри повністю сталевої надбудови, зовнішні поверхні надбудови отримали нахил до основної площини з поверхнями, облицьованими знижувальними ЕПР радіопоглинаючими покриттями.
Життєво важливі бойові пости розташовано нижче головної палуби; антенні пости радіоелектронного озброєння (РЕО) розподілили кораблем із метою зменшення ймовірності ураження. Пости управління протичовновими сенсорами та керування стрільбою ракет «Томагавк» поміщені окремо від Бойового інформаційного центру (БІЦ). Приміщення суднової енергетичної установки, РЕО та постів керування мають кевларовий протиуламковий захист. Усього для захисту основних бойових постів і агрегатів кожного есмінця типу «Арлі Берк» впродовж будівництва витрачається понад 130 тонн кевлару (в тому числі 70 тонн цього міцного, але дорогого матеріалу, йде на захист бойових постів). Меті захисту механізмів і обладнання нижче конструктивної ватерлінії також служить місцеве протиуламкове бронювання із високоміцних алюмінієво-магнієвих сплавів до 25,4 мм завтовшки. Плитами з цих сплавів захищено основні хвилеводи, кабелі та найбільш важливі бойові пости (верхні яруси надбудов, приміщення Бойового інформаційного посту (БІП), льоху боєзапасу). Корпус і надбудова есмінців типу «Арлі Берк», у тому числі й антени РЛС AN/SPY-1), розраховані на надлишковий тиск при вибуху 0,5 кг/см², що в 2 з гаком рази перевищує прийняте раніше у військовому суднобудуванні США стандартне значення, що дорівнює 0,21 кг/см². Для зниження гідроакустичної помітності есмінці типу «Арлі Берк» обладнані системами, до завдання яких входить подача повітря до підводної частини корабля (система Masker) і до крайок лопатей гребних гвинтів (система PRAIRIE). Завдяки роботі останньої системи утворюється хмара повітряних бульбашок, які викривляють і згладжують акустичний сигнал корабля. Корабель, який застосовує систему PRAIRIE, можна впізнати за більш блідим та більш пінистим ніж зазвичай кільватерним струменем. У разі використання системи Masker слід починається не під кормою, а приблизно з половини довжини корпусу.
Кораблі проєкту отримали вдосконалену систему захисту від зброї масового ураження (скор. ЗМУ). У корпусі та надбудовах відсутні ілюмінатори, система корабельної вентиляції обладнана автоматичними клапанами та спеціальними фільтрами. Всі двері зовнішнього контуру корабля задля ізоляції від проникнення повітря, обладнані повітряними тамбурами. У внутрішньокорабельних приміщеннях штучно створюється надлишковий тиск для запобігання потраплянню до них зараженого повітря. На ескадрених міноносцях типу «Арлі Берк» є також система водного захисту та пости дезактивації. Багатьма фахівцями ескадрені міноносці типу «Арлі Берк» відносяться до найбільш захищених есмінців сучасних флотів світу. Однак, досвід бойової експлуатації кораблів змушує більш зважено ставиться до подібних тверджень і дозволяє виявити ряд істотних недоліків у кораблів цього проекту. Так 12 жовтня 2000 року вибух потужністю лише 200—230 кг у тротиловому еквіваленті на ескадреному міноносці «Коул», пробивши дворівневий броньовий захист центральної частини корпусу (поблизу від мідельшпангоуту), повністю вивів із ладу газотурбінні двигуни корабля, позбавивши його ходу й управління. Через вибух виявилися затопленими кубрики, а одна шоста частина екіпажу (56 осіб) була виведена з ладу (у тому числі 17 вбиті). Тим не менш, попри отримані пошкодження, корабель залишився на плаву, до того-ж виниклий після вибуху крен не перевищував значення 4°. Подія з есмінцем «Коул» показала, що попри уроки Фолклендської і Ірано-іракської війни, не тільки ескадрені міноносці типу «Арлі Берк», але і повністю усі сучасні ескадрені міноносці КРЗ, мають слабкий конструктивний захист (або зовсім його не мають). Захист окремих елементів корпусу, двигунів і озброєння за допомогою кевлару, як показав досвід «Коула», забезпечує лише протиуламковий або, в кращому разі, протиснарядний захист від дії артилерійських снарядів легкого та середнього калібру. Від руйнівної дії потужних вибухових пристроїв і протикорабельних ракет конструктивний захист усіх сучасних типів есмінців захистити не може.
Значною мірою, слабкий конструктивний захист ескадрених міноносців типу «Арлі Берк» компенсується потужним протиповітряним і протичовновим захистом, забезпеченими можливостями багатофункціональної БІКС «Іджіс», а також впровадженням на есмінцях цього типу засобів зниження теплової та акустичної помітності. Ураження ескадрених міноносців типу «Арлі Берк» одиничною протикорабельною ракетою або торпедою практично неможливе, враховуючи бойові можливості системи «Іджіс» у цілому.
Задля підвищення бойової живучості ескадрених міноносців КРЗ типу «Арлі Берк» планується обладнання їх, починаючи з «Оскар Остін», системами протимінного захисту. Багато в чому рішення про встановлення на кораблі цієї серії систем, було обумовлено інцидентом з ескадреним міноносцем «Форрест Шерман», 8 серпня 2007 року під час візиту останнього до Севастополя у 300 м від есмінця мимовільно спливла німецька 480-кілограмова гальваноударна якірна корабельна міна часів німецько-радянської війни з потужністю вибухового пристрою, що дорівнює 50 кг у тротиловому еквіваленті. Міна була успішно знешкоджена спільними діями водолазів Чорноморського флоту Росії та ВМС України. Завдяки діям зі знешкодження міни, американський есмінець не постраждав.
До складу обладнання есмінців типу «Арлі Берк» входять два 24-футові (7,32 м) напівтверді надувні пошуково-рятувальні човни RHIB або RIB (скор. від англ. rigid hull inflatable boat), що зберігаються на шлюп-балках із правого борту. Для спуску та підйому катерів RHIB використовується підіймальний кран комерційного зразка. До складу обладнання есмінців «Арлі Берк» включено також 15 рятувальних плотів, кожен із яких розрахований на 25 осіб.

## Озброєння

### Система «Іджіс»
Адмірал Горшков, майте на увазі: «Іджіс» — у морі.
Оригінальний текст (англ.)
Stand by admiral Gorshkov: “Aegis” — at sea!
— Напис на транспаранті, розміщеному на борту головного крейсера типу «Тікондерога» в 1983 році.
Іджіс (англ. Aegis combat system) — багатофункціональна бойова інформаційно-керуюча система (БІКС), що являє собою організаційно-технічне об'єднання корабельних засобів висвітлення обстановки, ураження та управління на основі широкого впровадження автоматизованих систем бойового управління (АСБУ). Крім того, система здатна приймати та обробляти інформацію від датчиків інших кораблів/літальних апаратів з'єднання і видавати цілевказівки на їх пускові системи. Таким чином, система може підтримувати командира ППО з'єднання, хоча й не може повністю автоматизувати всі функції ППО. У типовому випадку, однак, цю роль грають не есмінці, а крейсера КРЗ.

#### Складові елементи системи «Іджіс»
Основні компоненти (підсистеми) багатофункціональної системи озброєння «Іджіс»:
1. вертоліт підсистеми LAMPS;
2. апаратура вертолітної підсистеми LAMPS Mark З;
3. РЛС виявлення повітряних (AN/SPS-49) і надводних (AN/SPS-55) цілей;
4. станція розпізнавання свій-чужий AN/UPX-29;
5. підсистема РЕБ AN/SLQ-32;
6. навігаційна апаратура;
7. БІКС ПЧО AN/SQQ-89 з внутрішньокорпусною ГАС AN/SQS-53 та буксированою ГАС AN/SQR-19;
8. крайова апаратура цифрової лінії радіозв'язку (LINK-11);
9. автоматизована командно-керувальна підсистема (Mark 1);
10. автоматизована підсистема координованого управління корабельними комплексами зброї (Mark 1);
11. блок управління РЛС з ФАР (AN/SPY-1);
12. антенна та приймально-передавальна частина багатофункціональної РЛС (AN/SPY-1);
13. автоматизована підсистема перевірки на функціонування, пошуку та локалізації несправностей (Mark 545);
14. підсистема відображення інформації;
15. апаратура радіозв'язку;
16. кінцеві пристрої цифрової лінії радіозв'язку (LINK-4A);
17. пускова установка підсистеми постановки пасивних перешкод (Mark 36 SRBOC);
18. автоматизована підсистема управління артилерійським вогнем (Mark 86);
19. автоматизована підсистема управління стрільбою ЗРК «Іджіс» (Mark 99);
20. пускові установки для корабельних КР, ЗКР і ПРК (Mark 41);
21. автоматизована підсистема управління стрільбою КР «Томагавк»;
22. автоматизована підсистема управління стрільбою ПКР «Гарпун»;
23. зенітний артилерійський комплекс «Вулкан-Фаланкс» (Mark 15);
24. автоматизована підсистема управління стрільбою протичовнової зброї (Mark 116)[21].

Основні складові (підсистеми) багатофункціональної збройної системи «Іджіс» тісно взаємопов'язані. Засоби керування та системи контролю є загальними, тобто використовуються з користю для кожного елемента й усієї системи в цілому. До цих засобів належать Загальнокорабельний багатомашинний обчислювальний комплекс (ЗБОК) і підсистема відображення, до складу якої може входити до 22 багатофункціональних пультів (БФП) з дисплеями тактичної обстановки, в тому числі чотири командирських (на останніх відбивається узагальнена обстановка). Апаратура відображення розміщена в бойовому інформаційний центр (БІЦ) корабля. Функціонально апаратура відображення поділяється на такі контури: обробки тактичної інформації, оцінки цієї інформації та прийняття рішення, протиповітряної оборони, протичовнової боротьби, боротьби з надводними кораблями та нанесення ударів по берегу.

#### РЛС AN/SPY-1
Важливу роль у комплексуванні бойових і технічних засобів у системі «Іджіс» грає багатофункціональна РЛС AN/SPY-1 (модифікації A, або D) і універсальна установка вертикального пуску (УВП) Mark 41. Радіолокаційна станція AN/SPY-1 з чотирма плоскими фазованими антенними решітками (ФАР) виконує функції декількох звичайних РЛС з антенами механічного обертання. РЛС працює у 10-см частотному діапазоні та здатна супроводжувати одночасно у верхній півсфері до 250—300 повітряних цілей і одночасно здійснювати наведення по 18 з них.
Крім пошуку, виявлення, розпізнавання та супроводження цілей (не тільки повітряних, але і надводних), задля усіх користувачів системи, РЛС видає високоточні та швидко оновлювані цілевказівки на всі підсистеми корабельної зброї, а також дані в БІЦ про загальну тактичну обстановку в радіусі понад 200 миль від корабля. На основі даних, одержуваних від РЛС, реалізується значна частина функцій керування пуском ракет, включаючи оцінку ступеня загрози повітряних цілей, а також отримання необхідних даних для їх перехоплення після входу в зону ураження зенітно-ракетного комплексу. Чотири ФАР радіолокаційної станції розміщуються на надбудові та злегка нахилені до основи. Остання конструктивна особливість ФАР дозволяє вести круговий огляд простору за будь-яких кутів завищення. Загалом, завдяки можливостям системи «Іджіс», есмінці типу «Арлі Берк» мають досить потужну систему ППО, порівнянну з ППО ракетних крейсерів типу «Атлант» і ударне озброєння, що не мало аналогів у світі по номенклатурі боєзапасу та можливостям бойового використання до середини 1990-х років.

#### Установка вертикального пускуMark 41
На кораблях підсерій I і II носова УВП складається з 32 комірок, кожна з яких може нести 1 крилату BGM-109 Tomahawk, зенітну RIM-66 SM-2 або протичовнову ракету RUM-139 VL-Asroc, або блок із 4 ЗКР «Сі Спарроу» вертикального пуску. Кормова УВП кораблів I і II підсерій складається із 64 комірок, і також здатна нести ракети (по одній у комірці) в будь-якій комбінації, залежно від поставлених цілей — забезпечення протичовнової безпеки, ППО, або виконання ударів по наземним, у тому числі захищеним, цілям крилатими ракетами «Томагавк» з радіусом дії до 1600 км. На есмінцях перших двох серій, по 3 комірки кожної ПУ використовуються під кран для перезаряджання установок, зменшуючи загальну кількість доступних під ракети комірок на 6 одиниць. На есмінцях серії IIA усі 96 застосовуються під ракети.
Пускові комірки УВП Магк 41 об'єднано в блоки або модулі по 8 ПУ (4 модуля у носовій частині корабля, 8 в кормовій). Вага кожного блоку — 13 302 кг. Кожен модуль являє собою конструкцію у вигляді восьми комірок, у яких розміщуються ТПК (транспортно-пускові контейнери) з ракетами. Комірки розташовані в два ряди та розділені спеціальним каналом для відводу газового струменя ракетних двигунів при пуску. Зверху модуль захищений броньованою плитою, у якій вирізано люки для завантаження ТПК, що зачиняються броньовими кришками, та проріз для відводу газового струменя. ТПК для ракет різного призначення відрізняються один від одного довжиною. Для крилатих ракет «Томагавк» (контейнер Mark 14 мод. 0 та 1) і для ЗКР Стандарт-2 (контейнер Mark 13 мод. 0) довжина ТПК становить 6,7 м, для контейнерів, призначених для запуску протичовнових керованих ракет (ПЧКР) ASROC (контейнери Mark 15) — 5,8 м. Швидкість стрільби комплексу — 1 запуск на секунду. Число ракет одночасно готових до запуску — 16.
Особливість УВП Mark 41 полягає у тому, що кранове обладнання кораблів не дозволяє завантажувати ракети типу КР «Томагавк» і перспективні тактичні балістичні ракети NTACMS (корабельного варіанту мобільного тактичної БР MGM-140 ATACMS) з борту суден постачання, і з цієї причини комплектація УВП Mark 41 ракетами цих типів може здійснюватися тільки в пунктах базування кораблів ВМС США.
У залежності від поставлених завдань, співвідношення окремих видів боєкомплекту установки вертикального пуску Mark 41 може змінюватися. Отже, якщо перед кораблем ставиться завдання забезпечення ППО — збільшується боєкомплект ЗКР і, відповідно, зменшується боєкомплект КР і ПЧКР; якщо кораблю потрібно підвищити ударну здатність — зменшується боєкомплект ЗКР і ПЧКР і збільшується боєкомплект крилатих ракет Томагавк відповідно тощо.

### Номенклатура озброєння есмінців «Арлі Берк»
Озброєння есмінців «Арлі Берк» різних підсерій досить серйозно відрізняється. Головною зброєю всіх наявних кораблів цього типу є 2 установки вертикального пуску (УВП) Mark 41 VLS. Стандартний комплект озброєння УВП есмінців перших двох підсерій складається з 74 зенітних ракет RIM-66 SM-2, 8 крилатих ракет BGM-109 Tomahawk і 8 протичовнових ракет RUM-139 VL-Asroc в багатоцільовому варіанті або з 56 крилатих ракет BGM-109 Tomahawk і 34 ракет RIM-66 SM-2 і RUM-139 VL-Asroc в ударному варіанті.
На есмінцях серії IIA загальне число корабельних ракет збільшилося з 90 до 96. Стандартний комплект озброєння УВП есмінців третьої серії складається з 74 ракет RIM-66 SM-2, 24 ракет RIM-7 Sea Sparrow (по чотири в комірці), 8 крилатих ракет BGM-109 Tomahawk і 8 протичовнових керованих ракет RUM-139 VL-Asroc.

### Радіоелектронне озброєння

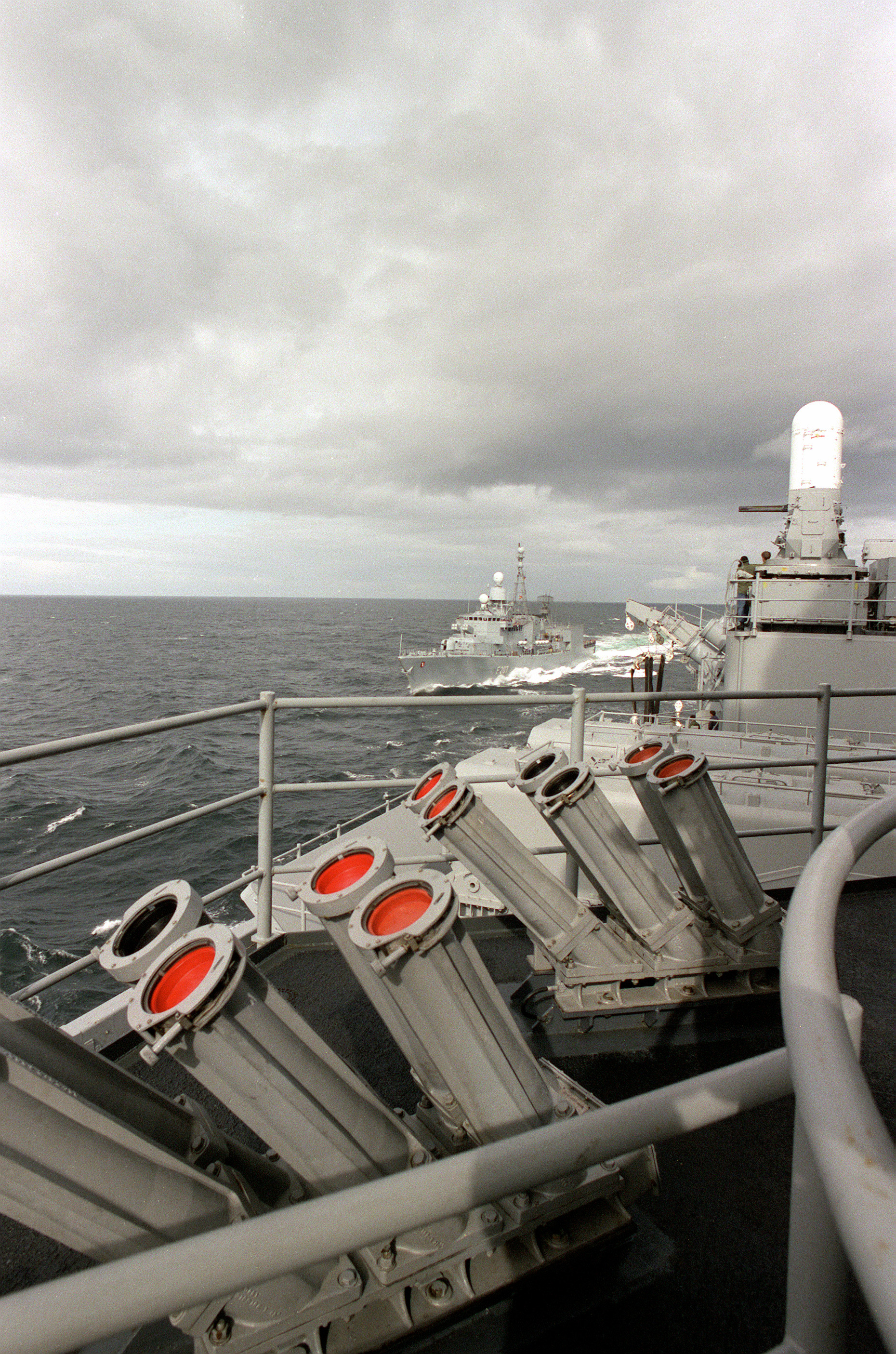
ПУ Mark 36 SBROC

Радіоелектронне озброєння есмінців DDG-51-DDG-90 включає РЛС AN/SPY-1D (замінювану на AN/SPY-1E починаючи з «Пінклі») з чотирма фазованими антенними решітками, систему управління пуском ракет Mark 99 з трьома РЛС AN/SPG-62 підсвічування цілі, систему управління артилерійським вогнем «Сіфайр» з лазерним далекоміром. Корабель оснащений комплексом гідроакустичної протидії AN/SLQ-25 Nixie, підкільовою ГАС з антенною системою у носовому обтічнику AN/SQS-53 і буксированою ГАС SQR-19 (на кораблях серії IIA не встановлювалася), а також багатоканальною системою внутрішньокорабельного зв'язку, засобами РЕБ AN/SLQ-32(V)3 або AN/SLQ-32(V)5 і постановки пасивних перешкод. Останні являють собою 4 пускові установки Mark 36 SRBOC, кожна з яких оснащується 6 127-мм протирадіолокаційними відбивачами та інфрачервоними пастками.
На кораблях з DDG-91 до DDG-96 передбачено розміщення протимінної пошукової системи WLD-1(V)1, для чого у них змінені кормова надбудова та розміщення надувних човнів. На наступних кораблях систему вирішено було не ставити.

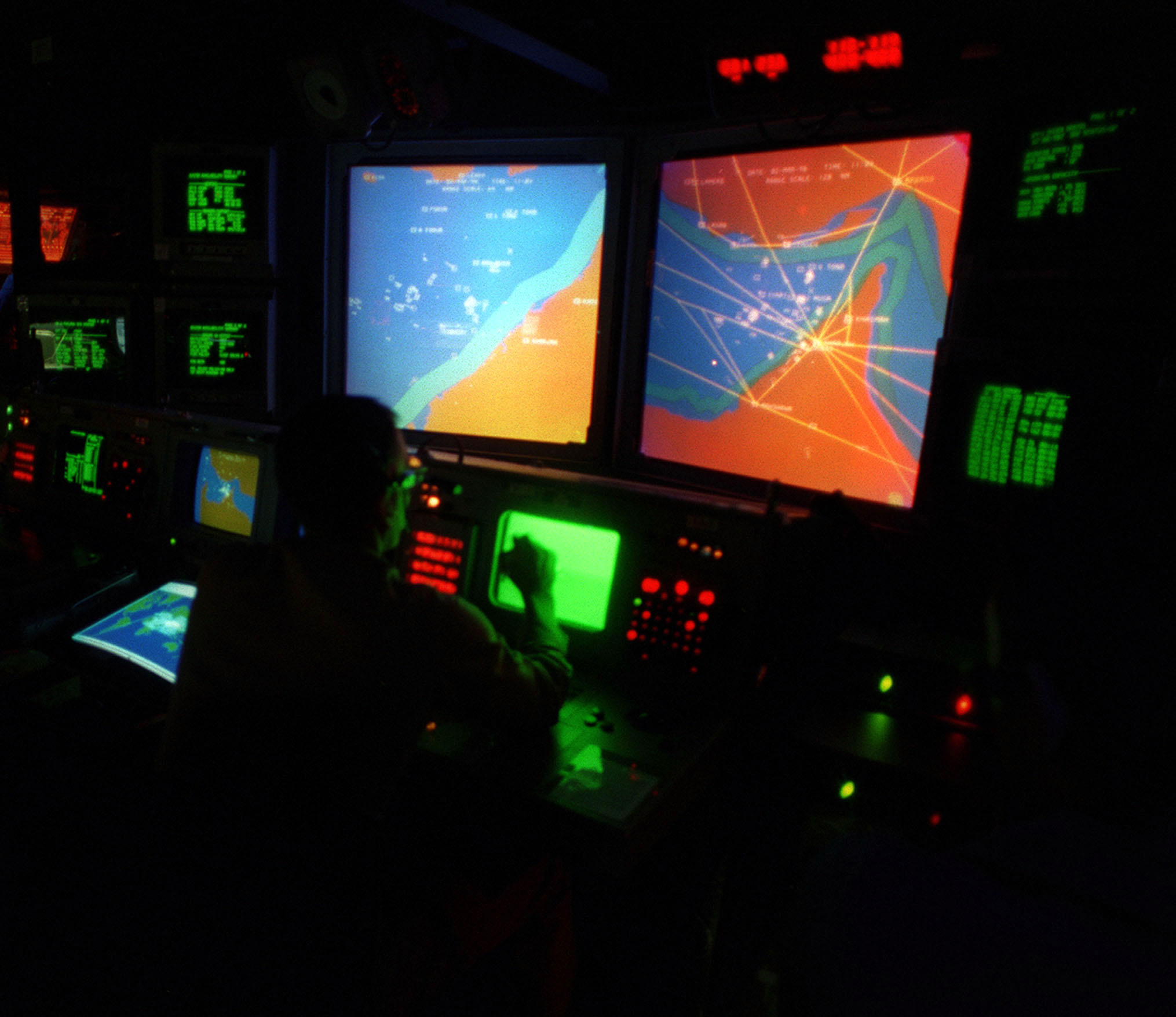
Дисплеї тактичної бойової обстановки (БІЦ есмінця «Джон С. Маккейн»)
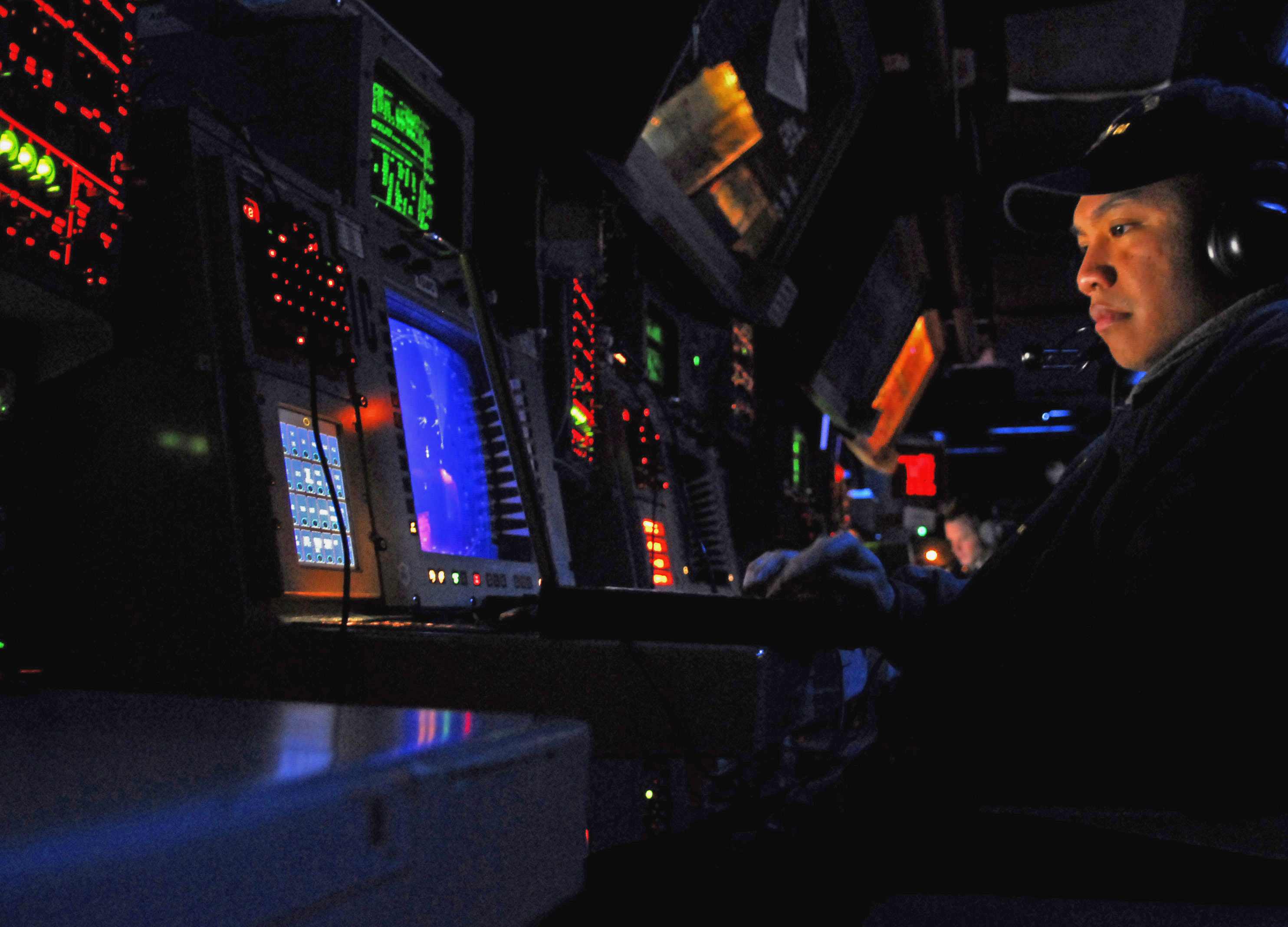
Пост управління ГАС SQQ-89(V)6 на есмінці «Пол Гамільтон»
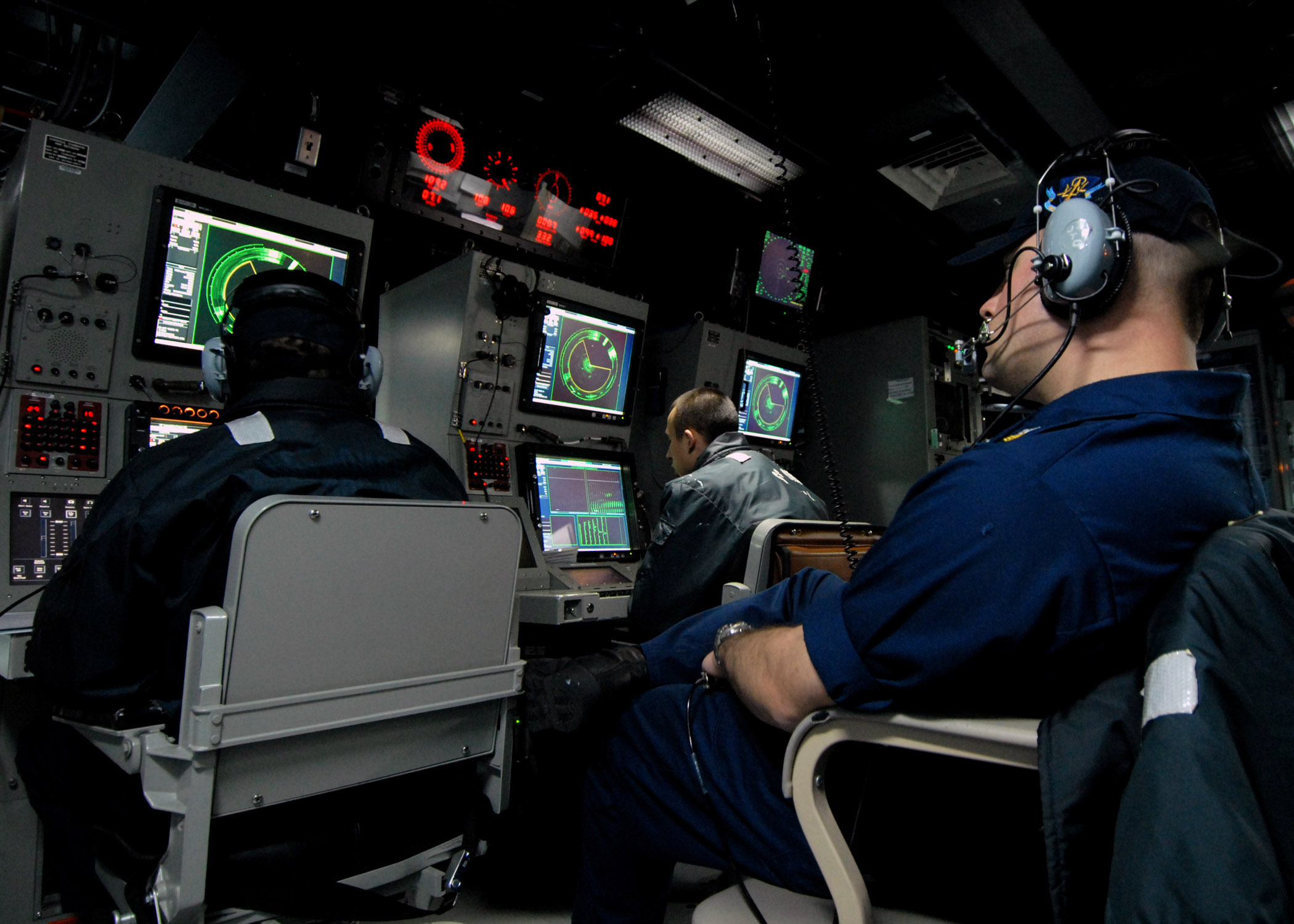
Пост управління ГАС на есмінці «Момзен»

#### Артилерія
Основним артилерійським озброєнням кораблів типу «Арлі Берк» є полегшена 127-мм артилерійська установка Mark 45. У варіанті mod. 2 вона встановлена на перших 30 есмінцях типу (DDG-51-DDG-80), у варіанті mod. 4 — на всіх інших есмінцях, починаючи з «Вінстон Черчилль». Стандартний боєзапас артилерійської установки Mark 45 Mod. 2 — 680 унітарних пострілів Mark 68, Mark 80, Mark 91, Mark 116, Mark 127 або Mark 156. Дальність по горизонту — 23 км, максимальна скорострільність — 20 пострілів у хвилину. Маса артустановки — 24,6 т.
Маса та скорострільність артилерійської установки Mark 45 Mod. 4 залишилися тими ж, що й у попередніх модифікацій. Дальність стрільби осколково-фугасними снарядами підвищена з 23 до 37 км, до складу боєкомплекту введені активно-реактивні боєприпаси ERGM і BTERM з дальністю польоту до 116 км. Стандартний боєзапас артилерійської установки Mark 45 Mod. 4 збільшений завдяки внесенню змін у конструкцію артилерійського льоху. Існують наступні варіанти комплектації боєзапасу артилерійської установки: 700 осколково-фугасних пострілів або 400 активно-реактивних пострілів ERGM, або (у змішаному варіанті бойової комплектації) 232 осколково-фугасних постріли + 232 постріли ERGM або BTERM. На повне перезаряджання артилерійського магазину есмінців «Арлі Берк» йде, зазвичай, 16 годин.

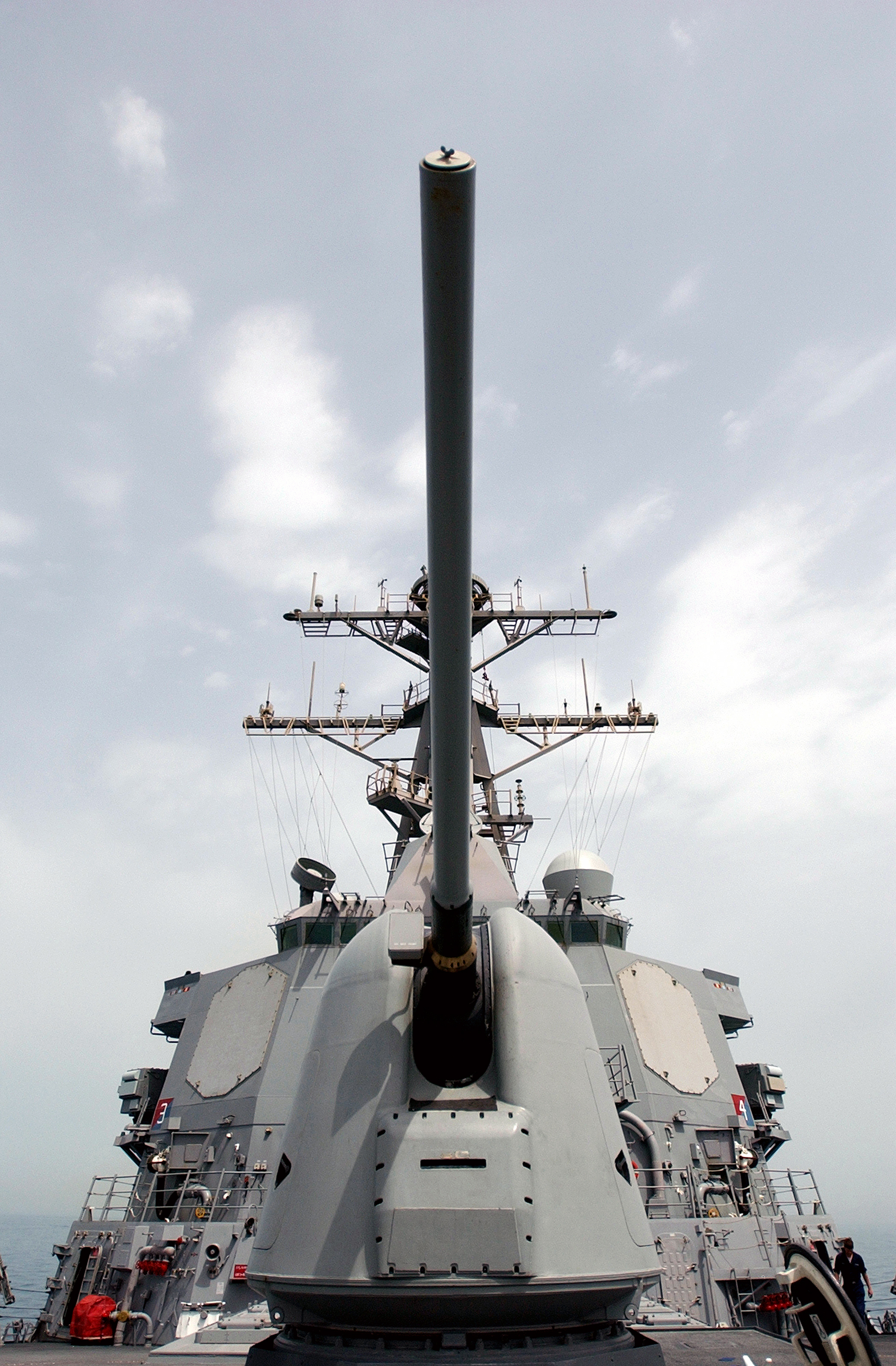
127-мм артустановка Mark 45.
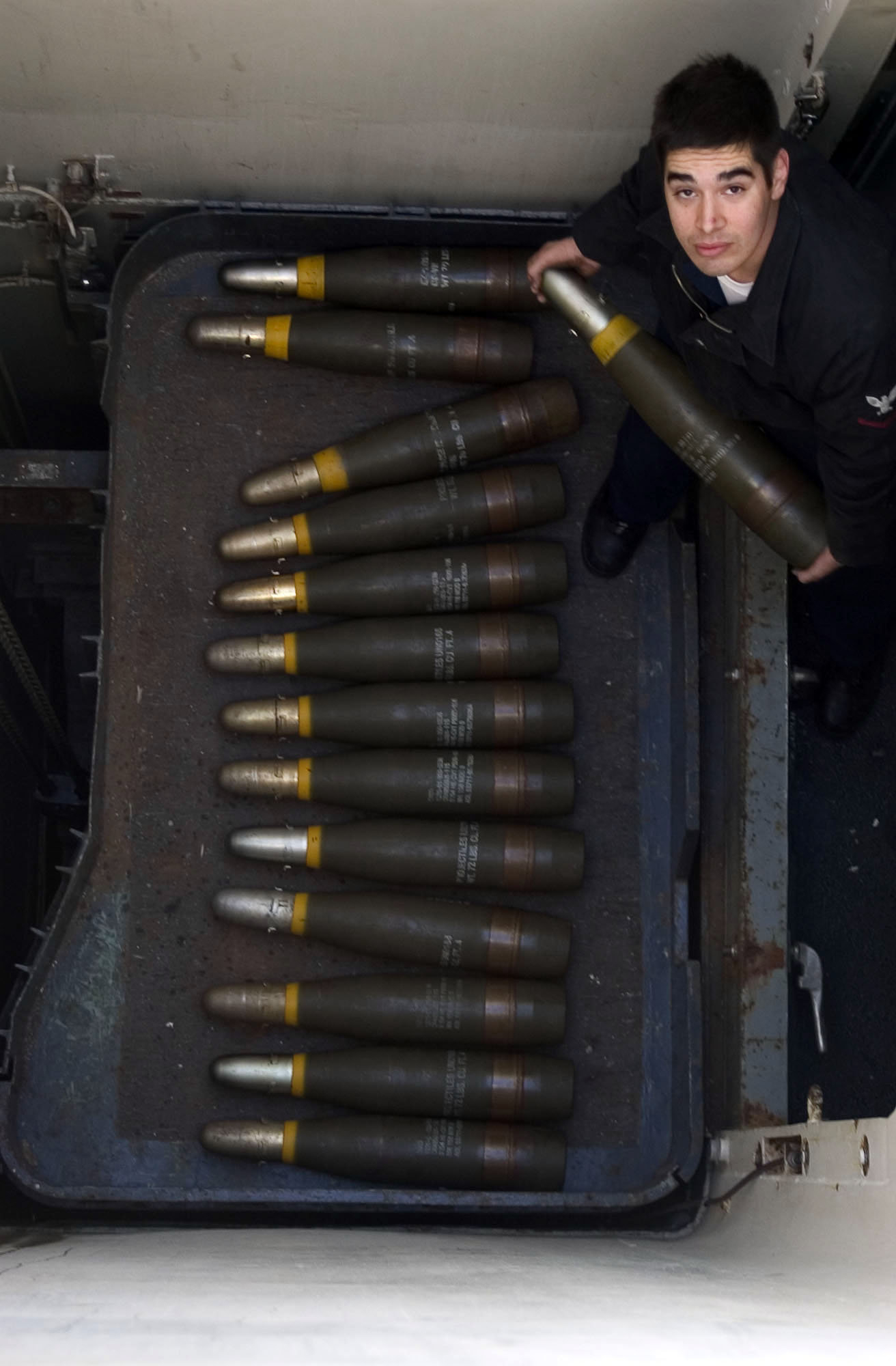
127-мм снаряди до АУ Mark 45.
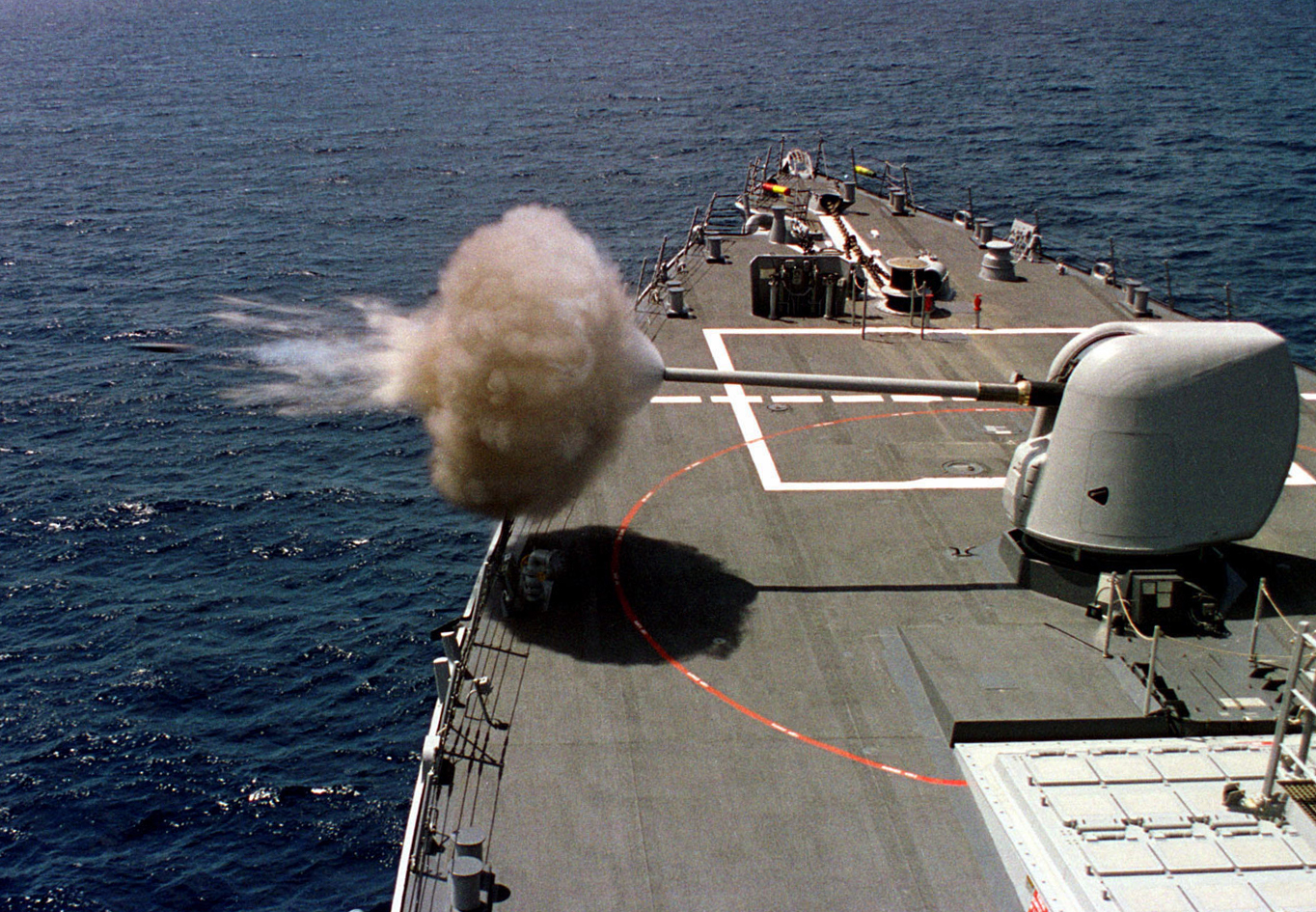
Вогонь із 127-мм артустановки есмінця USS Benfold (DDG-65) на навчаннях у берегів Південної Каліфорнії, 16 квітня 1997 року.

#### Протикорабельне і протичовнове озброєння

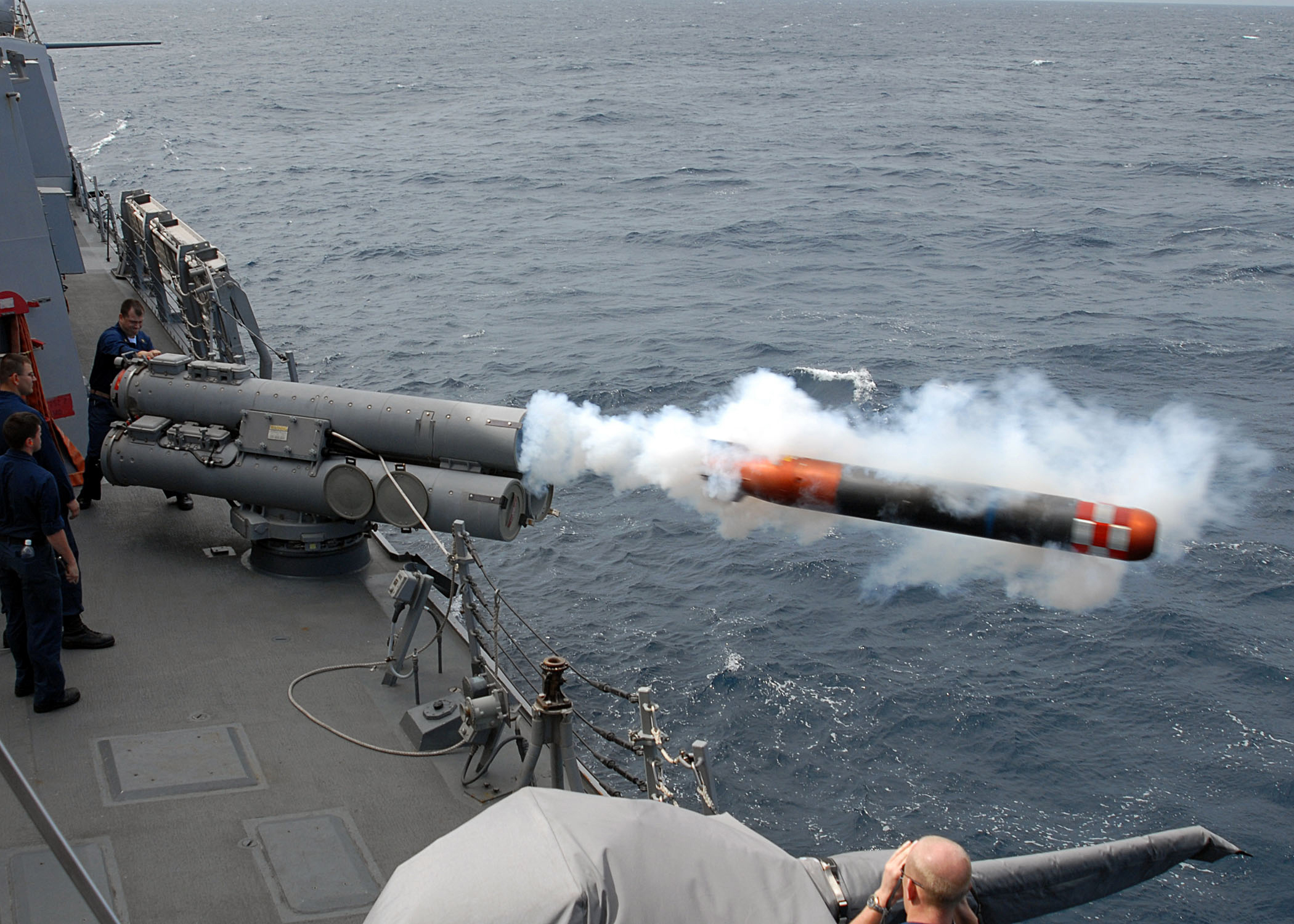
Потроєний 324-мм торпедний апарат.

На кораблях перших двох серій у кормовій частині встановлені дві зчетверені установки ПКР «Гарпун». Головною протичовновою зброєю кораблів типу «Арлі Берк» є вертольоти системи LAMPS-III. Бортовою зброєю є протичовнові керовані ракети (ПЧКР) RUM-139 VL-Asroc. Вони здатні вражати підводні човни на відстані до 20 км від корабля-носія ПЧКР.
Як допоміжне протичовнове озброєння на есмінцях усіх трьох серій є два потроєних торпедних апарати Mk. 32. Боєзапас — 6 протичовнових торпед Mk. 46 або Mk. 50. Максимальна дальність стрільби торпедами — 10 км. Можливість для їх перезаряджання не передбачена. На кораблях серії IIA від комплексів ПКР «Гарпун» відмовилися через вимоги здешевлення корабля. Торпедні апарати на кораблях серії IIA були збережені.

#### Протиповітряна оборона
Основним компонентом протиповітряної оборони есмінців є ЗРК «Іджіс», однойменний з багатофункціональною БІКС. До складу ЗРК може входити, залежно від розподілу боєкомплекту, від 34 до 74 зенітних ракети сімейства Standard-2ER, а саме ракети RIM-67B (1981 рік, максимальна дальність стрільби — 128 км), RIM-67C(1981 рік, максимальна дальність стрільби — 185 км), RIM-156 (Standard-2ER Block IV, 1999 рік, максимальна дальність стрільби — 240 км), на даний час усе нові есмінці озброюються зенітними керованими ракетами Standard-3 зі збільшеною удвічі (до 500 км) дальністю пуску та фактично необмеженою межами атмосфери Землі висотою пуску (до 250 км).

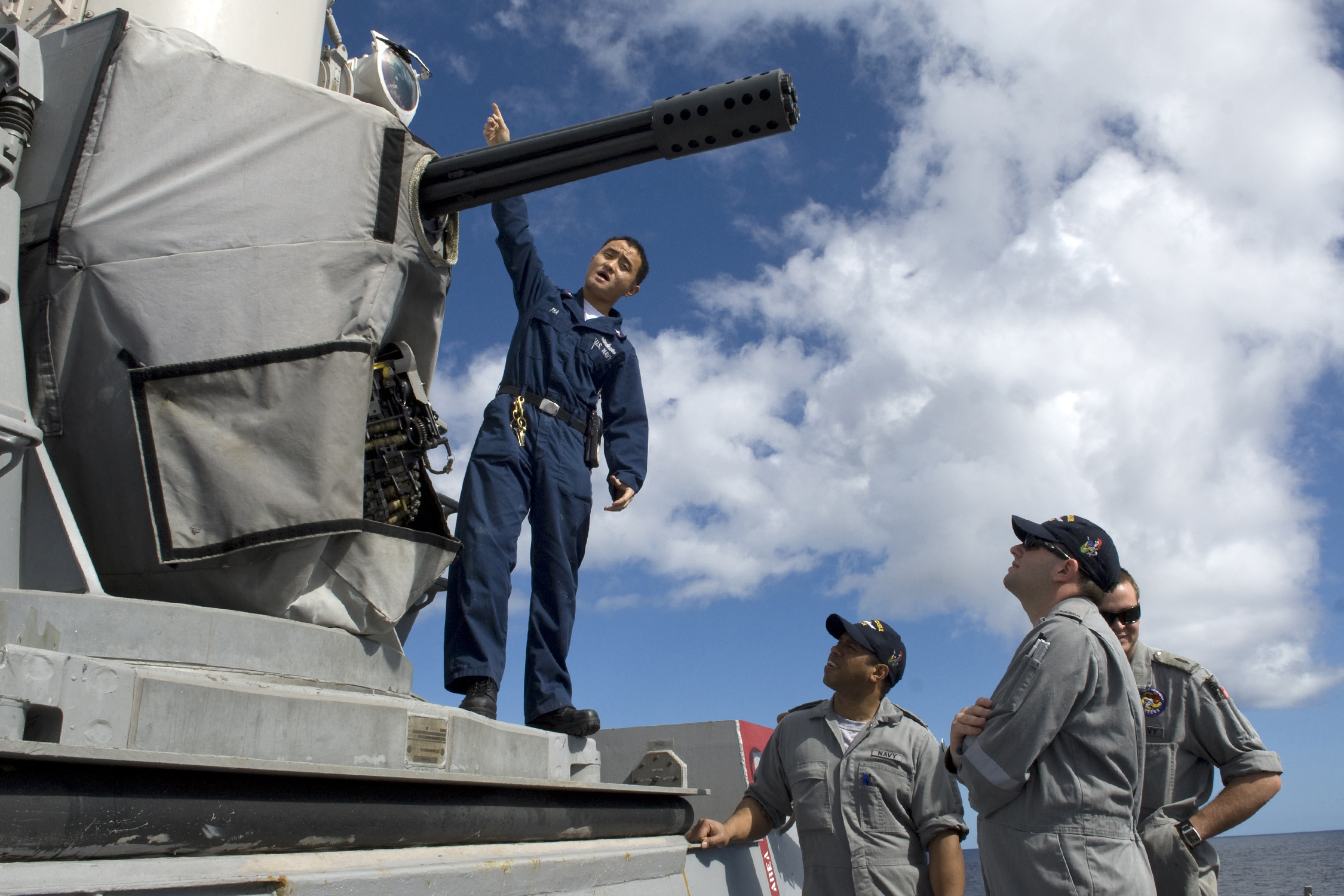
Зачехлена АУ «Вулкан-Фаланкс»

У обов'язковому порядку на кораблях серій I і II встановлювалися дві скорострільні шестиствольні зенітно-артилерійські установки калібру 20 мм «Вулкан-Фаланкс», призначені для дострілу протикорабельних ракет на відстані до 1,5 км, якщо ті прорвуться крізь досить потужну систему ППО корабля. Один ЗАК розташовується безпосередньо перед надбудовою і один — за нею. На кораблях серії IIA від зенітно-артилерійських комплексів (ЗАК) «Вулкан-Фаланкс» відмовилися через вимоги здешевлення вартості есмінців проекту, але на 6 перших кораблях серії IIA вони все-таки були встановлені. Замість ЗАК «Вулкан-Фаланкс» до складу озброєння ескадрених міноносців серії IIA включений зенітно-ракетний комплекс самооборони RIM-7 Sea Sparrow (24 ракети в 6 контейнерах системи VLS Mark 41).

#### Тактичне ударне озброєння
На озброєнні кожного есмінця типу «Арлі Берк» знаходиться до 56 крилатих ракет BGM-109 Tomahawk Block 3 (з дальністю запуску до 1250—1609 км у тактичному (неядерному варіанті) та 2500 км у стратегічному (ядерний). У 2004 році пройшла успішне випробування (але на кораблі не надійшла) крилата ракета «Тактичний Томагавк» (модернізований варіант «Томагавка», англ. Tactical Tomahawk Block 4).

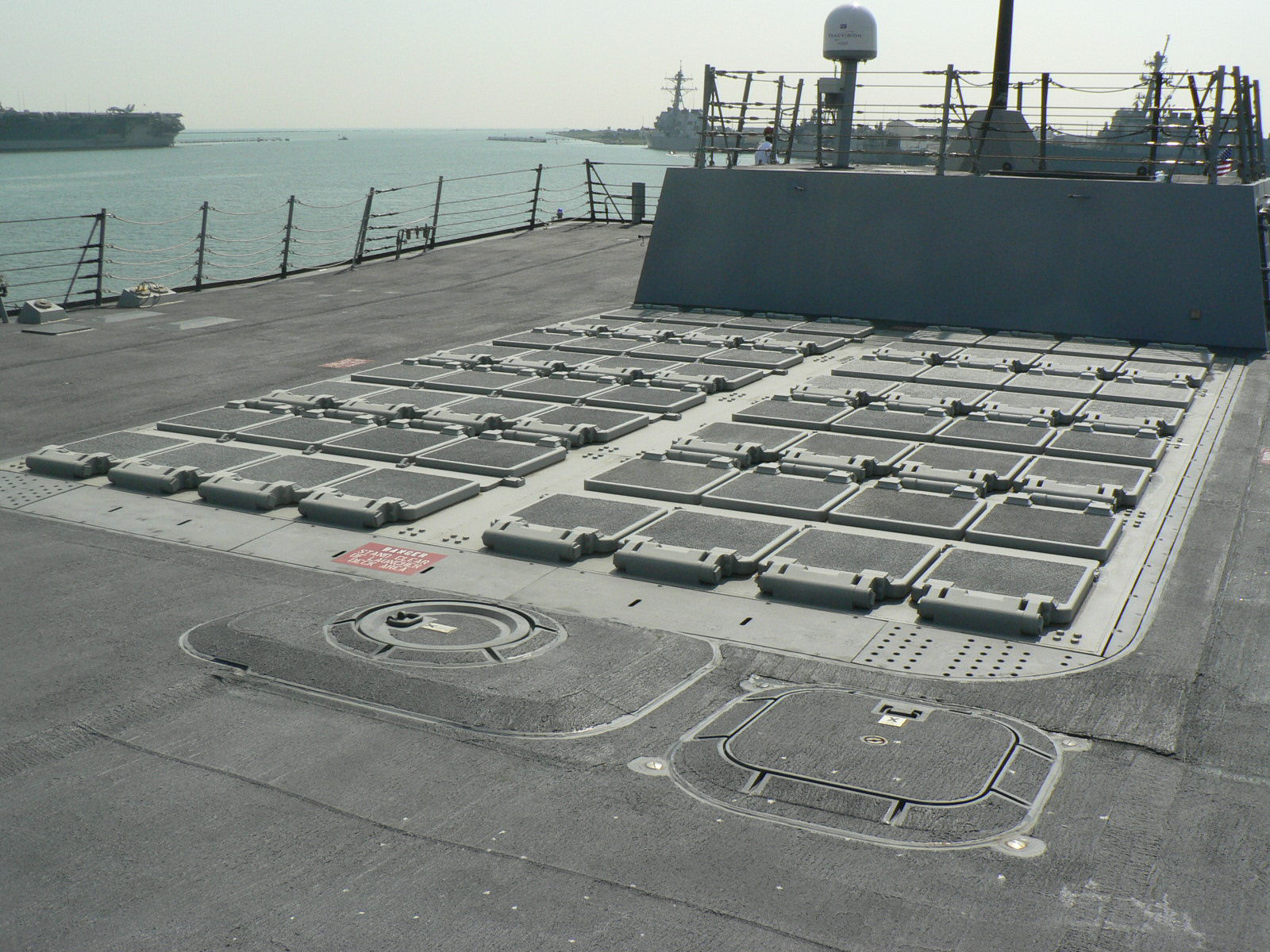
Установка пускових модулів УВП Mark 41 на есмінці «Фаррагут»
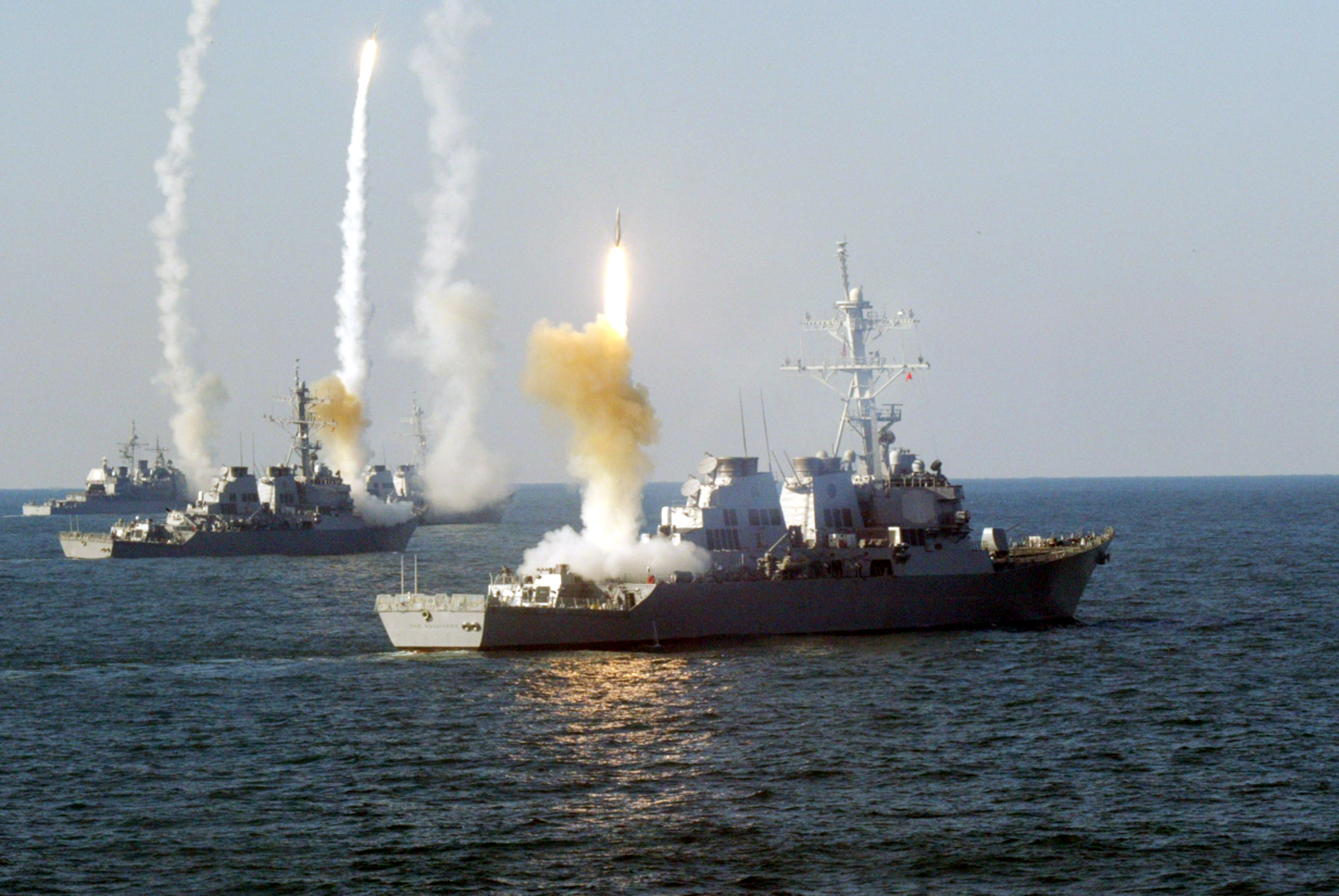
Пуск ракет крейсером КРЗ Vicksburg та есмінцями КРЗ Carney, The Sullivans та Roosevelt (зліва направо)
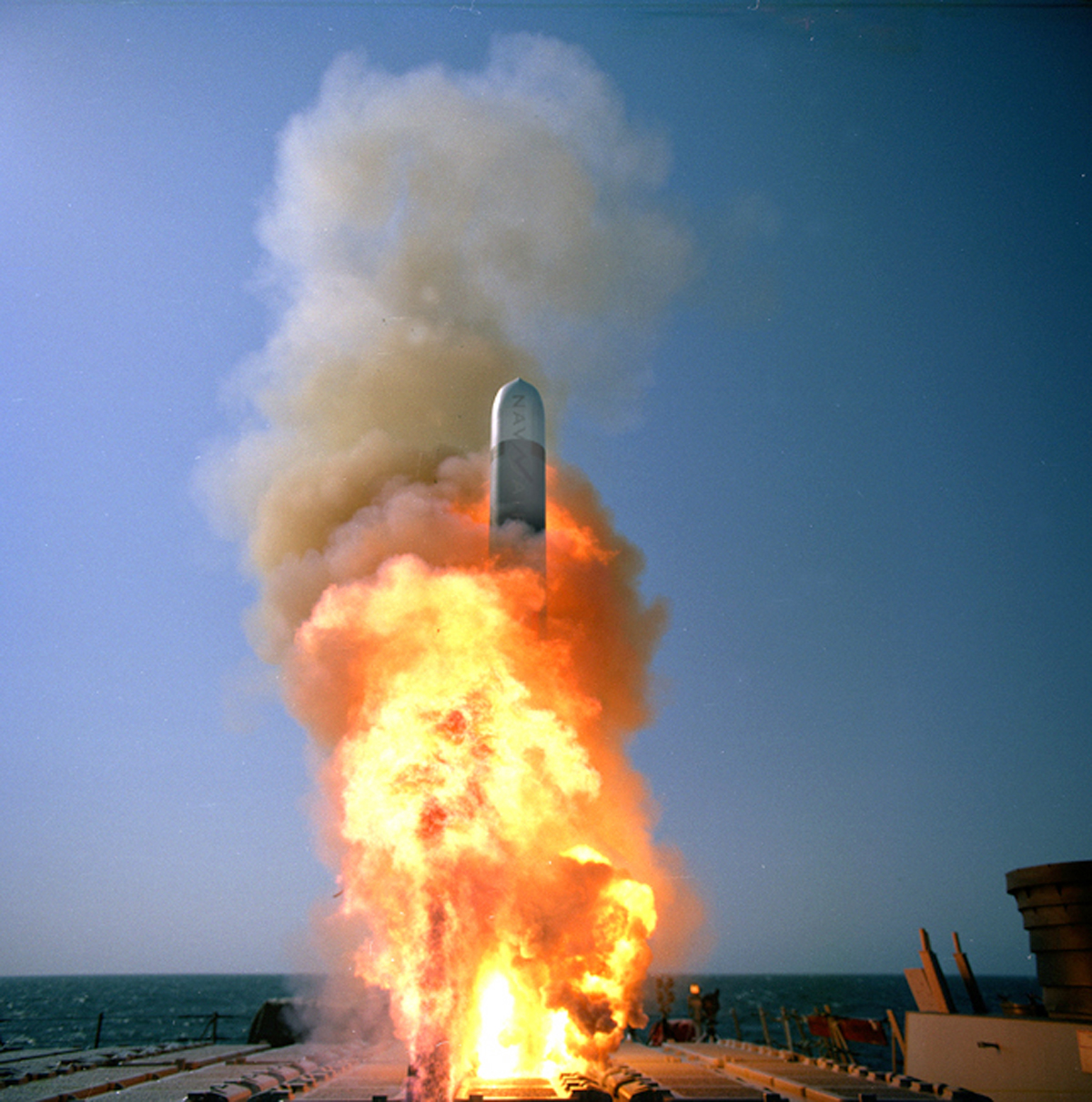
Пуск Томагавка на USS Stethem (DDG-63)
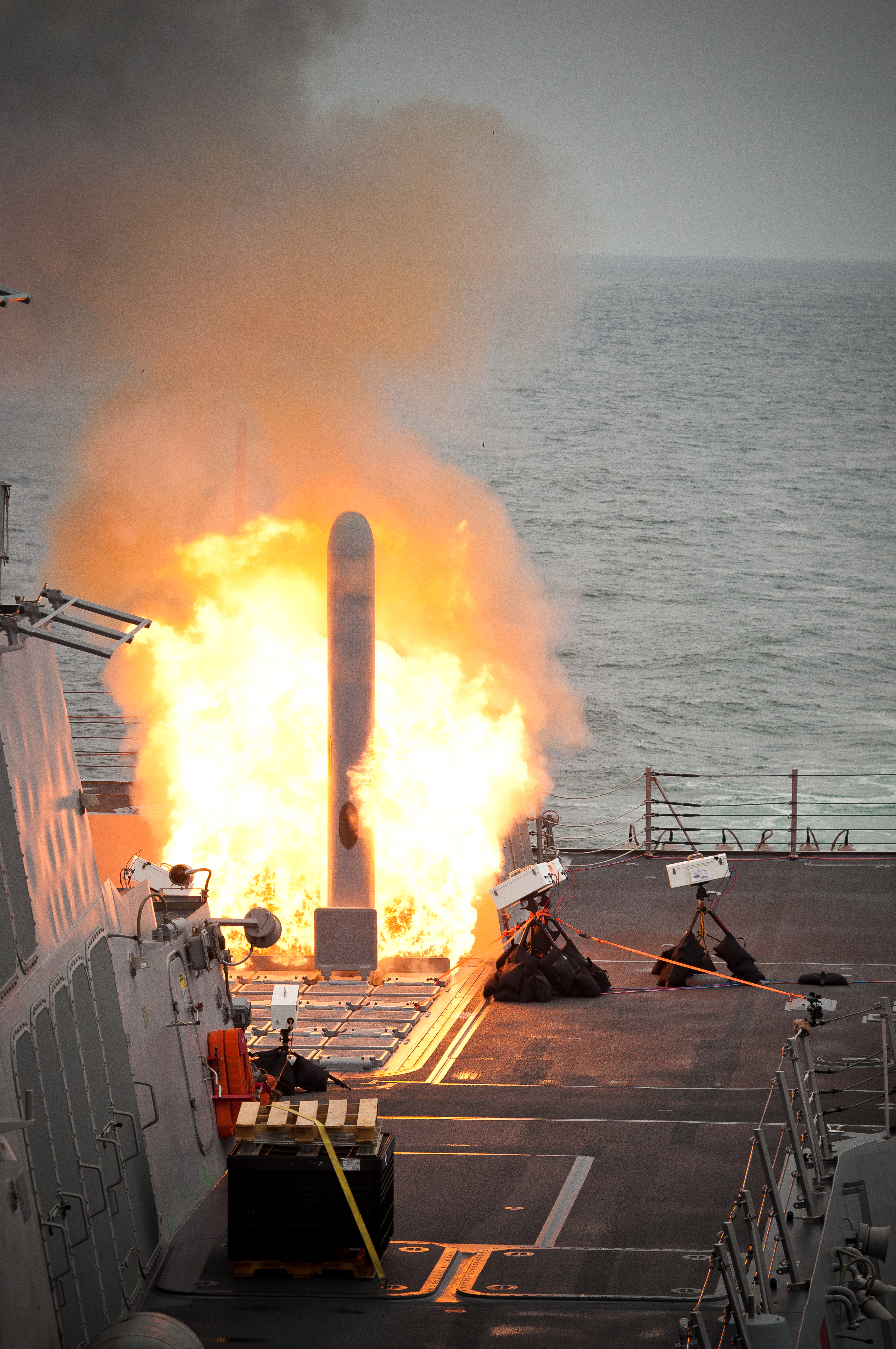

#### Авіація
На кораблях I—II серій через відсутність на них вертолітного ангара може тимчасово базуватися тільки 1 вертоліт SH-60 Sea Hawk. У магазині боєприпасів, розташованому поруч із вертолітною палубою, зберігається озброєння для гелікоптера (до 9 торпед Mark-46). Є і цистерна авіаційного палива. Але обслуговування або ремонт вертольотів не передбачені. Авіаційне озброєння есмінців серії IIA було посилено завдяки появі в кормовій частині корабля вертолітного ангара, здатного прийняти 2 вертольоти Sikorsky SH-60 Seahawk. Кожен есмінець серії IIA має магазин боєприпасів для вертольотів SH-60 Sea Hawk, в якому розміщується до 40 324-мм протичовнових торпеди Mark-46 або Mark-50, ракети «повітря-земля» Penguin і Hellfire, 68-мм НАР LAU 68, боєприпаси для автоматичних гармат і протипіхотних гранатометів, а також ПЗРК «Стінгер».

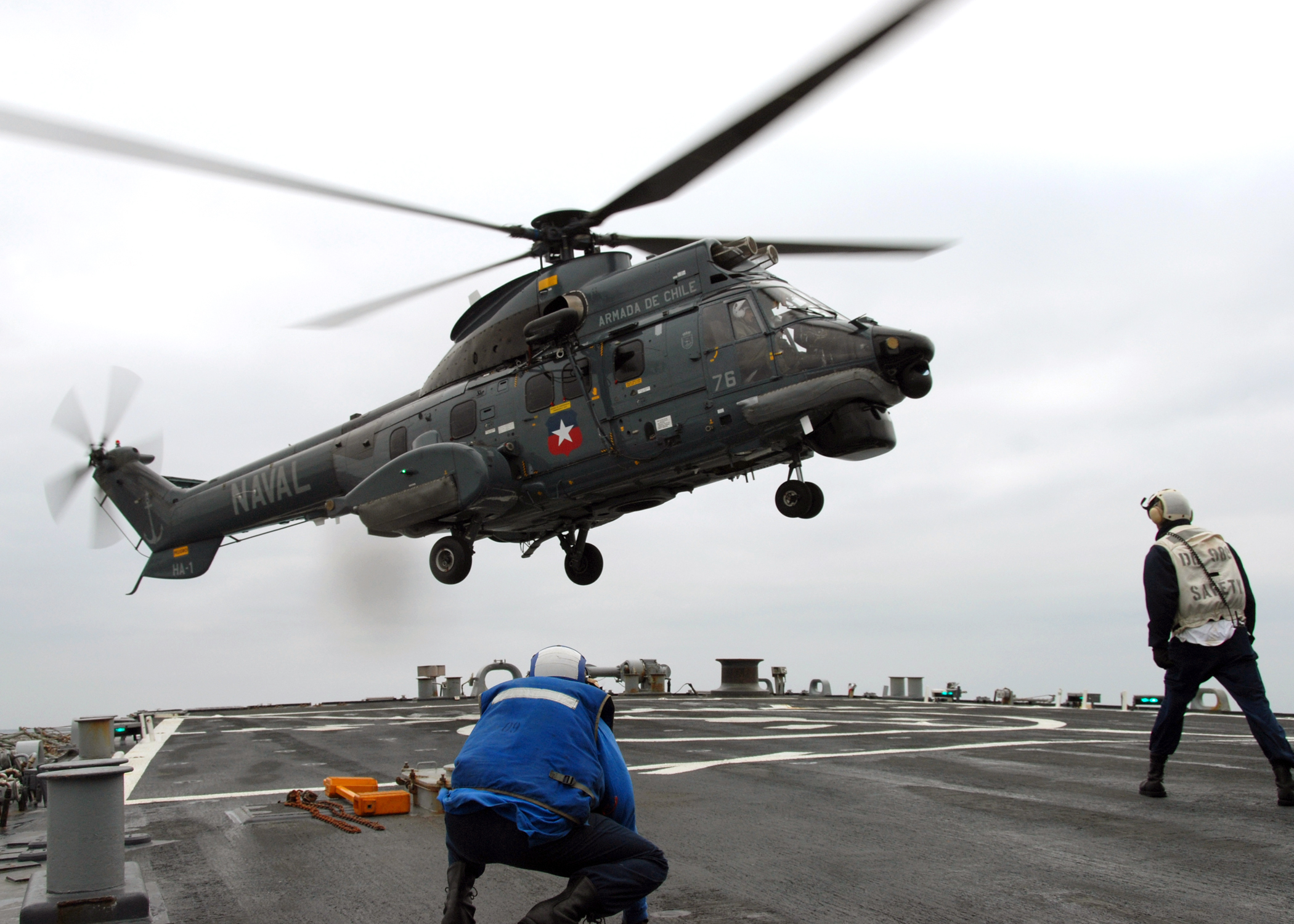
Посадка вертольоту на палубу есмінця КРЗ «Мітчер»
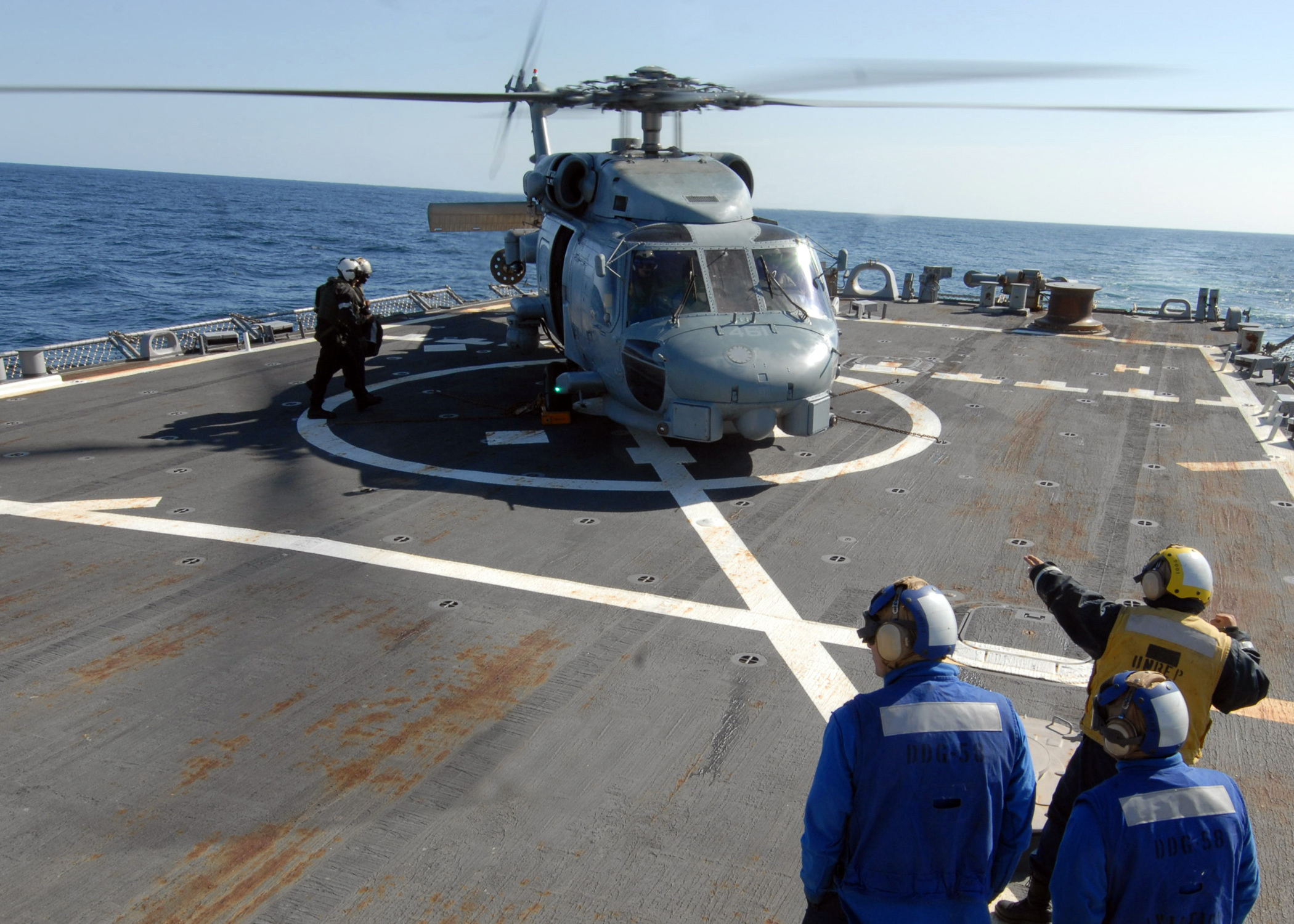

#### Додаткове озброєння
Як протидиверсійне, а також допоміжне зенітне озброєння на есмінцях «Арлі Берк» встановлено 4 12,7-мм кулемети M2HB. Як варіант, можлива установка 25-мм автоматів «Бушмайстер». Вони мають малий кут підвищення та непридатні для зенітного вогню.

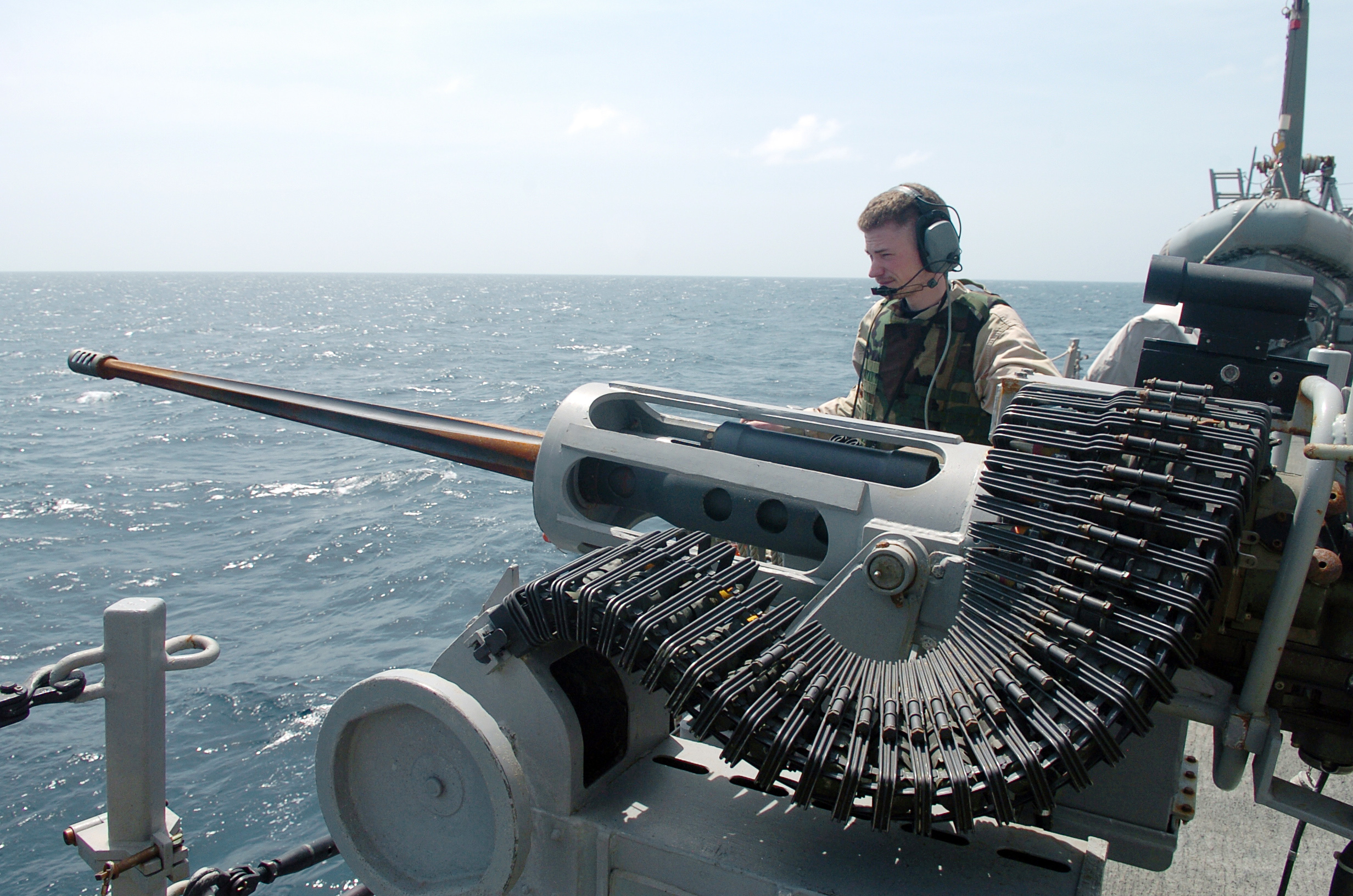
25-мм автоматична гармата «Бушмайстер».
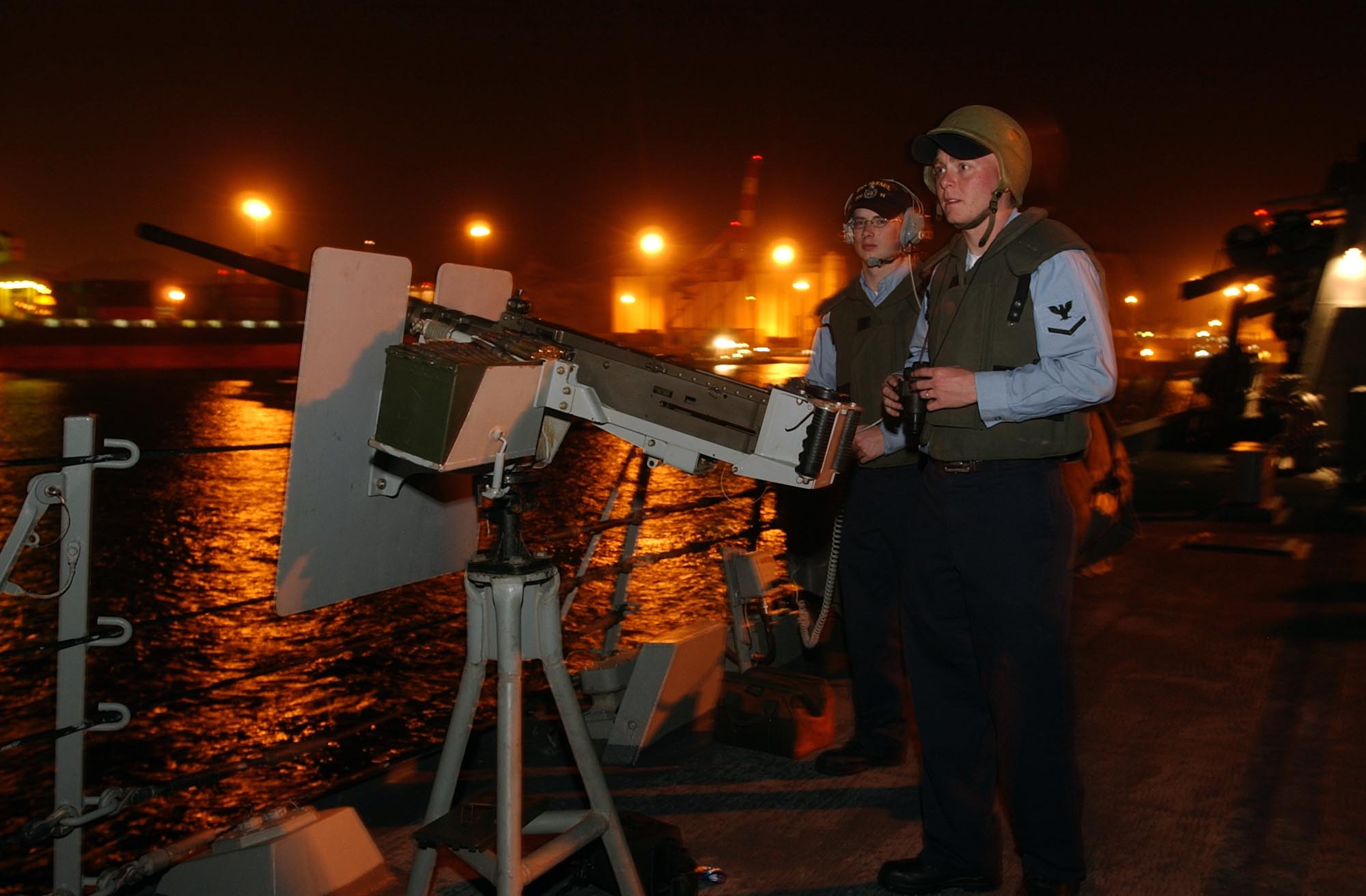
12,7-мм кулемет.

## Історія служби

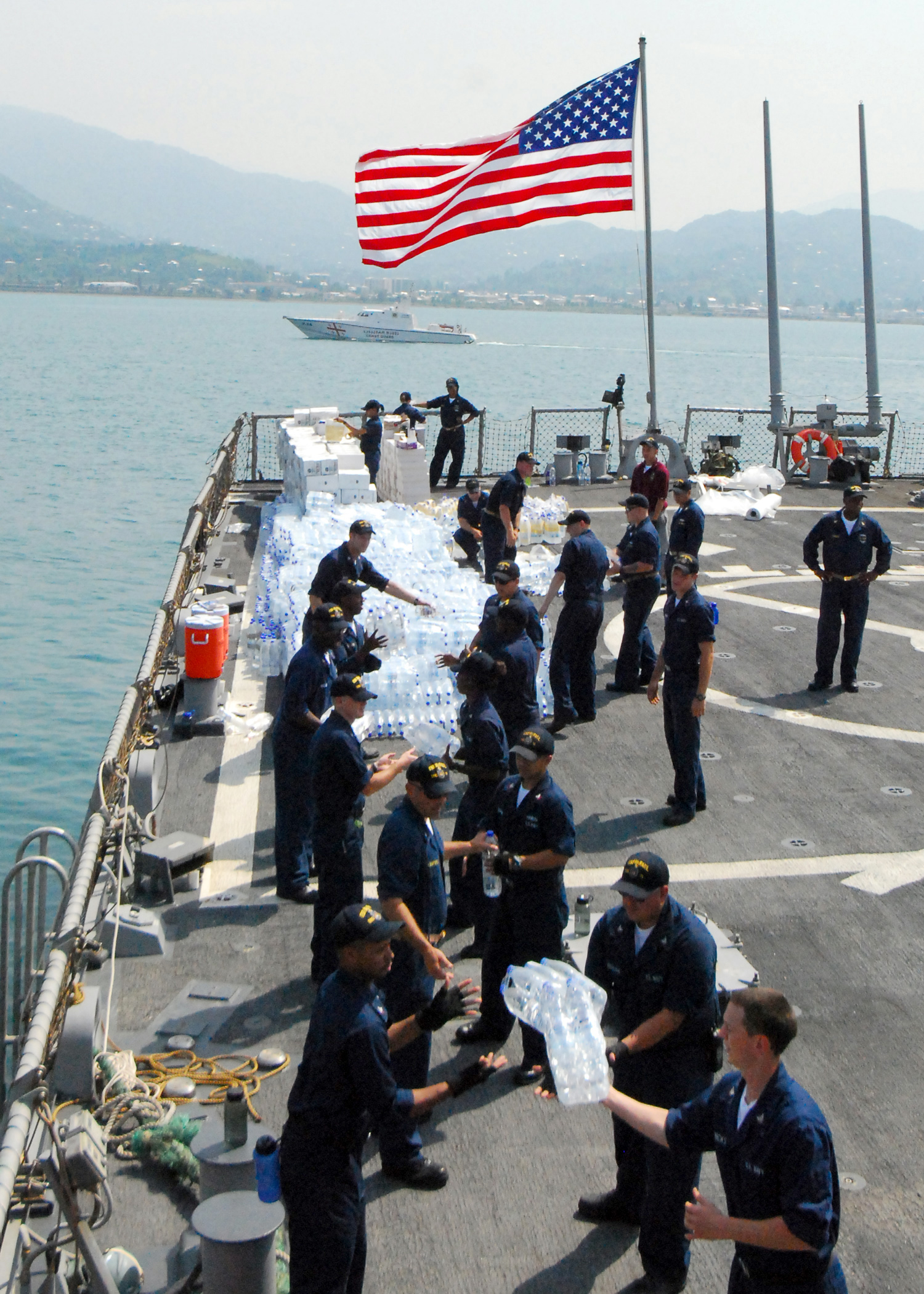
Моряки есмінця «Макфол» на розвантаженні гуманітарної допомоги Грузії у порту Батумі, 24 серпня 2008 року

Один корабель типу «Арлі Берк» есмінець КРЗ «Коул» 12 жовтня 2000 року в порту Адена, Ємен був пошкоджений саморобним вибуховим пристроєм, закладеним на невеликому катері, керованому смертниками. Корабель був доставлений у Паскагулу, США, на судноверф Ingalls Shipbuilding, де пройшов відновлювальний ремонт, що обійшовся у суму близько 250 мільйонів доларів, і повернувся до служби 19 квітня 2002 року.
Кораблі цього типу використовувалися при нанесенні ударів по Югославії у 1999 році та Іраку в 1996 й 1998 роках. Найбільш значною на 2008 рік військовою операцією, до якої було залучено есмінці типу «Арлі Берк», стала операція «Свобода Іраку», проведена Збройними силами США в березні-квітні 2003 року. У війні проти Іраку взяло участь 11 есмінців типу «Арлі Берк», у тому числі 9 з яких (DDG-51, 56, 60, 69, 75-79) брали участь у нанесенні ракетних ударів по Іраку з першого дня операції.
На даний час есмінці типу «Арлі Берк» активно експлуатуються у ході далеких океанських походів і щорічних навчань ВМС США, а також у службі в Перській затоці. Есмінець типу «Арлі Берк» «Макфол» 24 серпня 2008 року, лише через 11 днів після завершення військових дій у Південній Осетії, здійснив візит у грузинський порт та ГВМБ (Головну військово-морську базу) грузинських ВМС Батумі. За заявами американських військових, есмінець доправив у Батумі 55 тонн вантажу, що складався винятково з гуманітарної допомоги Грузії.
Поточний термін дійсної служби есмінців типу «Арлі Берк» (усіх серій побудови) оцінюється у 35 років від моменту введення у чинний склад флоту.У 2008 році міністром ВМС США були озвучені плани з продовження терміну служби есмінців типу «Арлі Берк» до 40 років. Однак, додаткове фінансування планів зі збільшення строків служби кораблів цього типу так і не було внесено в запит бюджету міністерства ВМС США на 2008/2009 фінансовий роки.

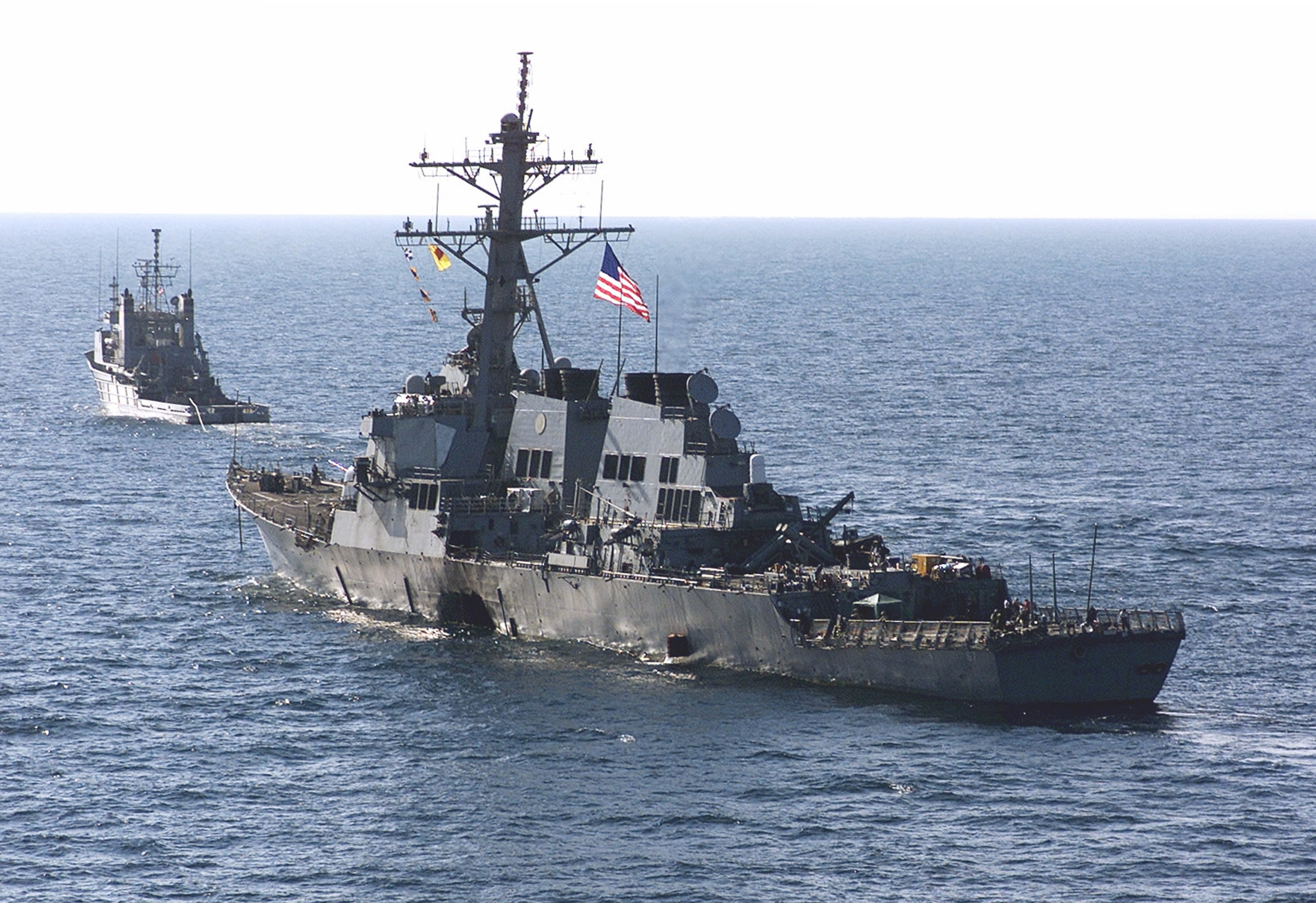
Пошкоджений есмінець «Коул» буксирується на зовнішній рейд Адену
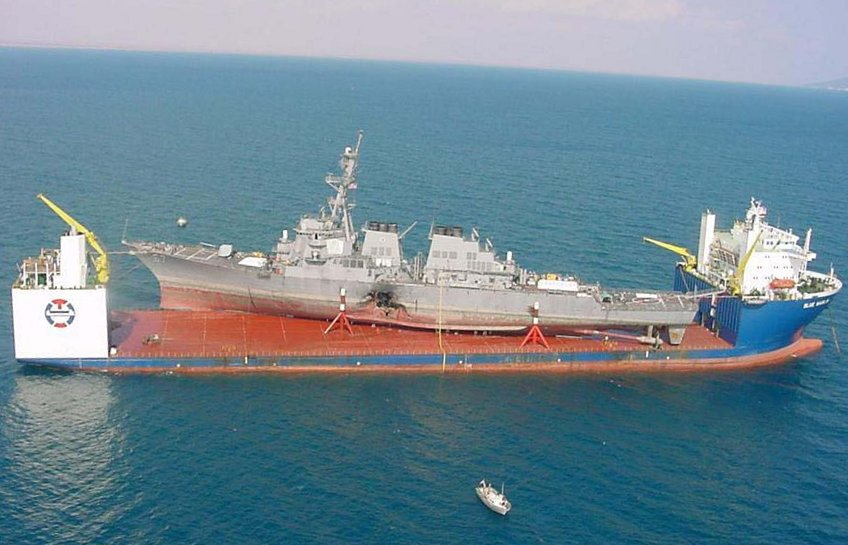
Есмінець «Коул» перевозиться на транспорті MV Blue Marlin у судобудівну  верф у Паскагулі з Ємену, 31 жовтня 2000
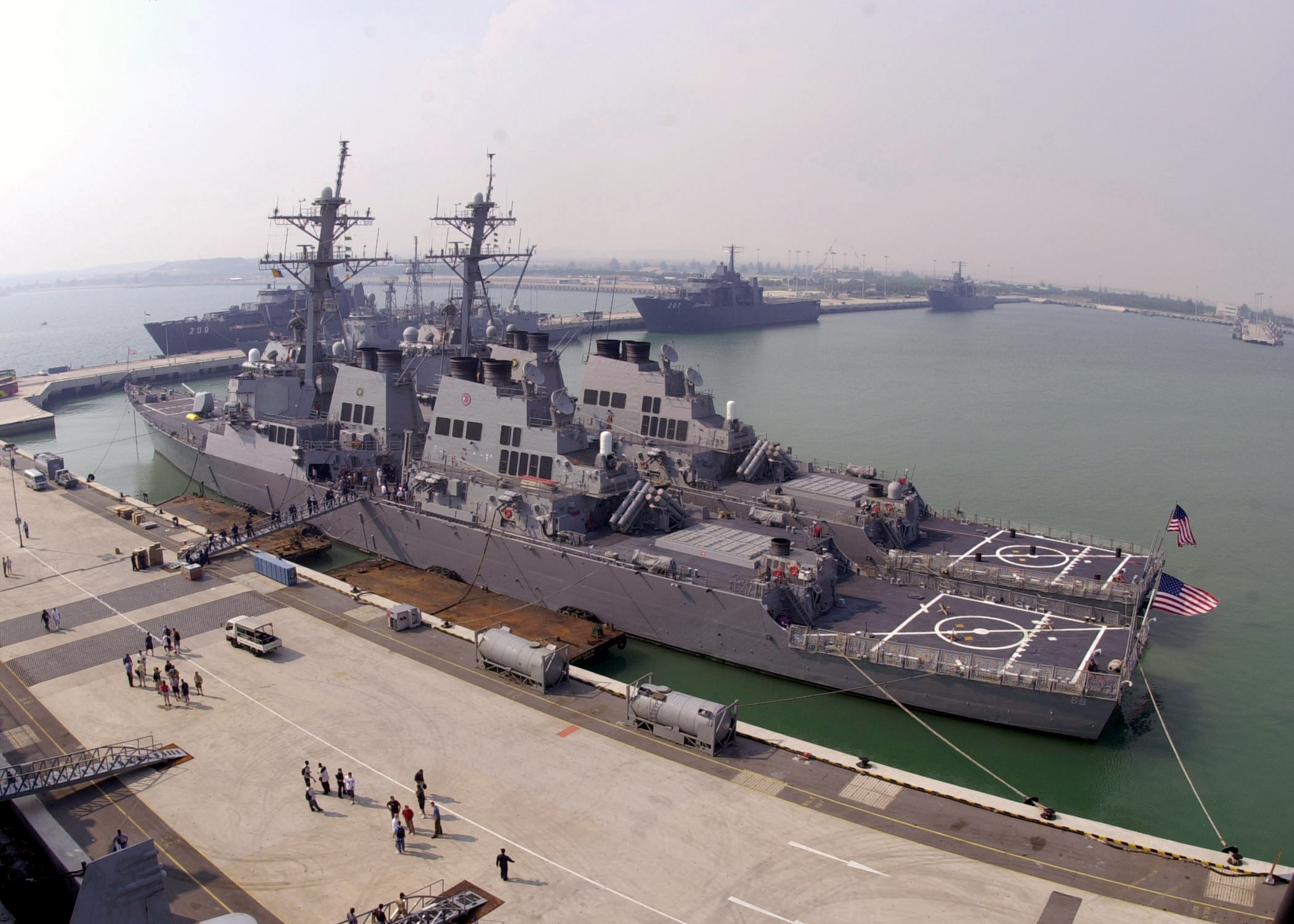
Ескадрені міноносці типу «Арлі Берк» «Міліус» (зліва) та  «Хіггінс» у порту Сінгапуру, 2002 рік.

### Інциденти
- 17 липня 2017 року ескадрений міноносець «Фіцджеральд»  зіштовхнувся з комерційним контейнеровозом тоннажністю 29 000 т ACX Crystal неподалік японського півострова Ізу. Повідомлення про зіткнення було відправлене контейнеровозом об 2:25 ранку. За різними (але попередніми) даними, саме зіткнення сталось о 2:20 або 1:30 ранку. Внаслідок зіткнення загинуло 7 військовослужбовців[62].
- 21 серпня 2017 року ескадрений міноносець «Джон Маккейн» зіштовхнувся з комерційним танкером-нафтовозом тоннажністю 30 000 т Alnic MC неподалік на схід від Сінгапуру та Малаккської протоки об 6:24 за японським стандартним часом. Внаслідок зіткнення 10 моряків зникли безвісти, іще п'ятеро отримали поранення різного ступеню тяжкості[63]. 27 серпня 2017 року стало відомо, що водолазам вдалось знайти, а слідчим — визначити тіла всіх 10 загиблих моряків[64]. За оцінкою ремонт і відновлення боєздатності корабля коштуватиме $233 млн та триватиме близько року. Відновлення планується провести в Японії, на корабельні в місті Йокосука[65].

Після цих двох інцидентів, 22 серпня 2017 року від командування 7-мим флотом ВМС США був відсторонений віце-адмірал Джозеф Оукен (англ. Joseph P. Aucoin).

## Плани з модернізації есмінців КРЗ типу «Арлі Берк»
Усі есмінці типу «Арлі Берк», починаючи з «Бейнбрідж», повинні отримати оновлені 127-мм/62 АУ Магк 45 Mod. 4 з системою керування вогнем «Mark 86 GCS», здатні запускати керовані активно-реактивні артилерійські снаряди на дальність до 63 морських миль (116 кілометрів). Таким чином передбачається, що з переозброєнням на нові АУ Магк 45 Mod. 4 есмінці набудуть здатності атакувати загоризонтні наземні цілі, перебуваючи при цьому за межами досяжності берегової артилерії імовірного противника.
На 2006 рік три есмінці типу «Арлі Берк», «Кертіс Вілбер», «Стетем» та «Декейтер», були обладнані новими ЗКР SM-3 (замість ракет SM-2ER). Ще 15 есмінців типу «Арлі Берк» планувалося переробити під застосування ЗКР SM-3 до 2009 року. Примітно також, що два есмінця типу «Арлі Берк», «Рассел» і «Декейтер», супроводжували 20 лютого 2008 року ракетний крейсер USS Lake Erie (CG-70) під час бойового випробування останнім ЗКР SM-3. Випробування пройшли успішно, ціль (несправний розвідувальний супутник US 193) була знищена. Надалі планується озброїти новими ЗКР Standart-3 всі ескадрені міноносці серії IIA. У планах ВМС США обладнання есмінців типу «Арлі Берк» засобами активного захисту, зокрема, новою системою активної протидії Mark 53 «Нулка».
Крім того, планується оснастити 6 кораблів (DDG 91-96) перспективними системами мінного захисту RMS (скор. англ. Remote Minehunting System). Основним елементом системи RMS є безпілотний керований підводний апарат, здатний виявляти морські міни на глибинах від 6 до 50-60 м.
Вартість щорічного обслуговування 1 есмінця типу «Арлі Берк» на 2008 рік дорівнювала 25 млн $, з яких 13 млн $ йшло на оплату платні військовослужбовцям. З метою економії коштів флоту передбачається на всіх есмінцях, починаючи з DDG-113, скоротити чисельність екіпажу з 300 до 200 осіб. Це може бути досягнуто завдяки підвищенню рівня автоматизації корабельних систем.
У липні 2010 року американський підрозділ британської компанії BAE Systems отримав контракт ВМС США на ремонт і осучаснення 11 кораблів цього типу. Сума угоди оцінюється у $ 365 мільйонів. Договір передбачає проведення модернізаційних робіт протягом одного року, передбачена можливість продовження угоди ще на чотири роки.

## Аналоги та конкуренти типу «Арлі Берк» у класі «есмінець КРЗ»
Усі сучасні типи ескадрених міноносців із керованою ракетною зброєю, прийняті на озброєння військово-морськими силами різних країн світу, можна розділити на дві умовні групи. До першої належать аналоги есмінців «Арлі Берк», спроектовані з «оглядкою» на зовнішній вигляд американських есмінців, їх конструкцію і озброєння. Усім есмінцям-«аналогам» притаманні одні загальні риси: схожий із есмінцями КРЗ типу «Арлі Берк» конструктивний вигляд (характерний силует корпусу та надбудови), застосування на кораблях БІКС «Іджіс», технології стелс та систем УВП, аналогічних системі VLS Mark 41. До другої групи стосуються типи ескадрених міноносців КРЗ, розвиток яких йшов більш-менш незалежно від розвитку есмінців КРЗ з системою «Іджіс».

### Аналоги
- Ескадрені міноносці КРЗ типу «Конго» — серія із чотирьох кораблів Морських сил самооборони Японії, побудованих у 1990-ті роки.
- Ескадрені міноносці типу «Атаго» — серія із двох есмінців Морських сил самооборони Японії.
- Ескадрені міноносці типу «Король Седжон» — серія із чотирьох есмінців, що будується для ВМС Республіки Корея.

Також до аналогів есмінців типу «Арлі Берк» належать два наступних представники класу фрегат КРЗ, оснащених системою «Іджіс»:
- Фрегати типу «Альваро де Басан» — серія із шести фрегатів КРЗ, будується з 2002 року ВМС Іспанії.
- Фрегати типу «Фрітьоф Нансен» — серія із п'яти фрегатів КРЗ, споруджуваних із 2003 року по теперішній час для ВМС Норвегії.

### Конкуренти
- Ескадрені міноносці типу 45 — серія із шести кораблів, що будуються для ВМС Великої Британії з 2006 року.
- Ескадрені міноносці типу «Орідзонте» — серія із восьми кораблів для ВМС Франції і Італії, будується із 2005 року.
- Ескадрені міноносці проєкту 956 — серія із 17 кораблів, побудованих для ВМФ СРСР у 1980-х — початку 1990-х років.
- Перспективний ескадрений міноносець для ВМФ Росії — проєкт ескадрених міноносців, призначених для заміни ескадрених міноносців проекту 956.
- Ескадрені міноносці типу 051B — ескадрений міноносець Військово-морських сил Китайської Народної республіки, вступив до складу флоту КНР у 1997 році.
- Ескадрені міноносці типу 051C — серія із двох есмінців ВМС КНР, будується із 2004 року
- Ескадрені міноносці типу 052 — серія з двох есмінців ВМС КНР, побудованих у 1994-1995р оках
- Ескадрені міноносці типу 052B — серія із двох есмінців ВМС Китаю, побудованих у 2002-2004 роках
- Ескадрені міноносці типу 052C — серія із двох ескадрених міноносців ВМС КНР, побудованих у 2004–2005 роках.

## Загальна оцінка проекту
Ескадрені міноносці КРЗ типу «Арлі Берк» вважаються одним із найкращих типів ескадрених міноносців з керованою ракетною зброєю. Стосовно ескадрених міноносців типу «Арлі Берк» звучать навіть такі оцінки, як «один із найкращих кораблів кінця XX століття». Кораблі типу, здатні успішно діяти в різноманітних умовах, як у мирний час, так і в періоди своєї участі у війнах і військових операціях, виконуючи при цьому найрізноманітніші завдання: від нанесення ракетних ударів по території супротивника до протиповітряної, протикорабельної та протичовнової оборони кораблів і флотських з'єднань ВМС США. У ході проєктування есмінців типу «Арлі Берк» американським конструкторам вдалося досягти рідкісної узгодженості морехідних якостей, добре продуманої корабельної архітектури та потужного ударного озброєння.
Ставши своєрідним зразком для наслідування, ескадрені міноносці типу «Арлі Берк» з часу своєї появи визначають шляхи розвитку кораблів класу «ескадрений міноносець» майже в усіх великих військово-морських флотах світу, за винятком флотів Індії, Китаю і Росії. Разом з тим необхідно відзначити, що для американського суднобудування есмінці типу «Арлі Берк» є вже «пройденим етапом»; на заміну їм в дослідному порядку розпочато будівництво ескадрених міноносців типу «Замволт», які своєю чергою, стануть своєрідним «полігоном» для випробування далекосяжних суднових технологій і нових систем корабельного озброєння. Тим не менш, аж до середини 2030-х років (до початку масового виведення із бойового складу ВМС США есмінців II серії) ескадрені міноносці типу «Арлі Берк» будуть становити основу американського флоту.

## Основні конструктивні відмінності ескадрених міноносців I та IIa серії

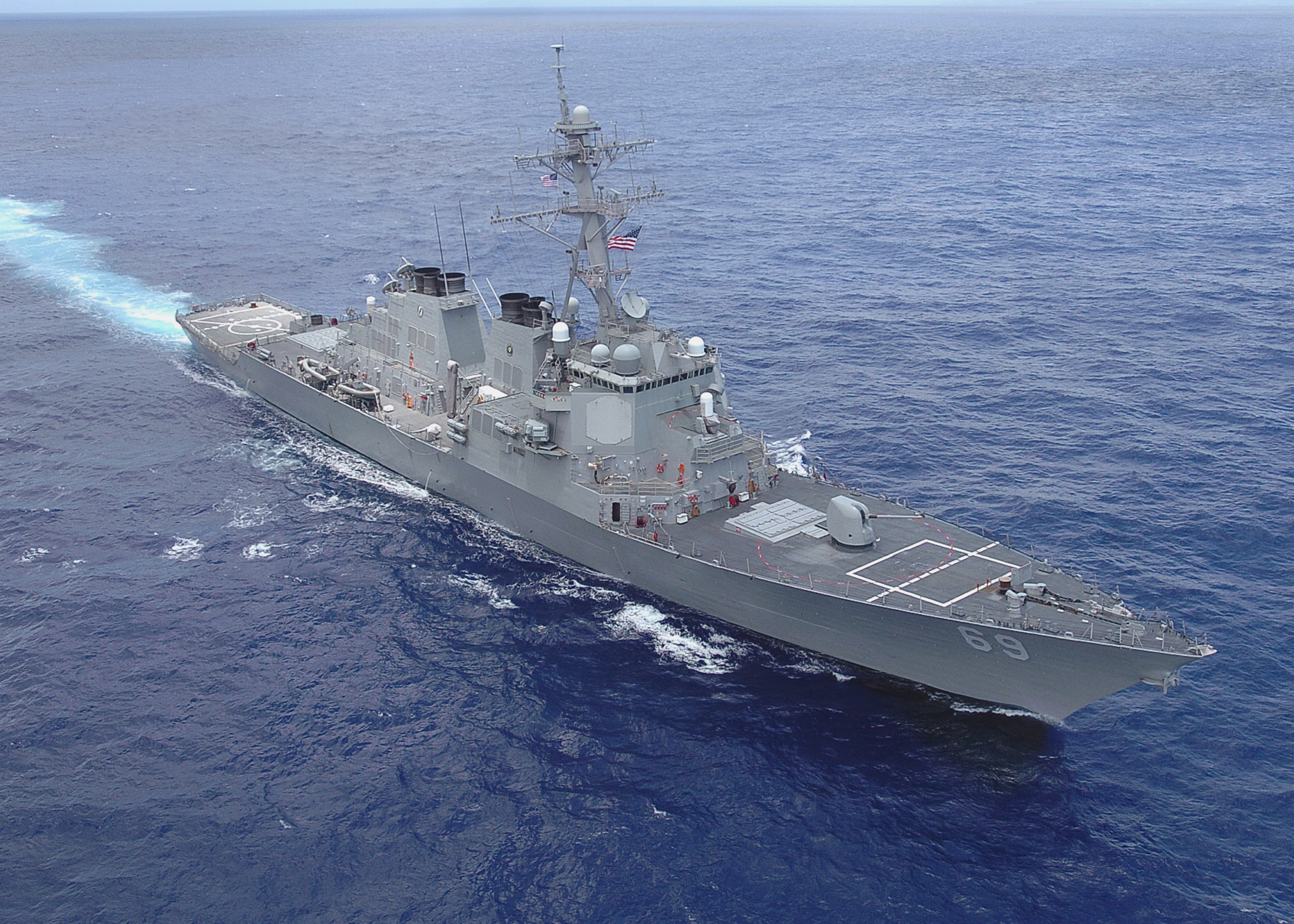
Есмінець «Міліус», Тихий океан, 1 травня 2007 року. Добре видно розташування (зправа наліво) якірних пристроїв, артилерійської установки Mark 45, носової установки вертикального пуску Mark 41, носового ЗАК Phalanx CIWS, корабельної надбудови та грот-щогли корабля з РЛС AN/SPY-1.
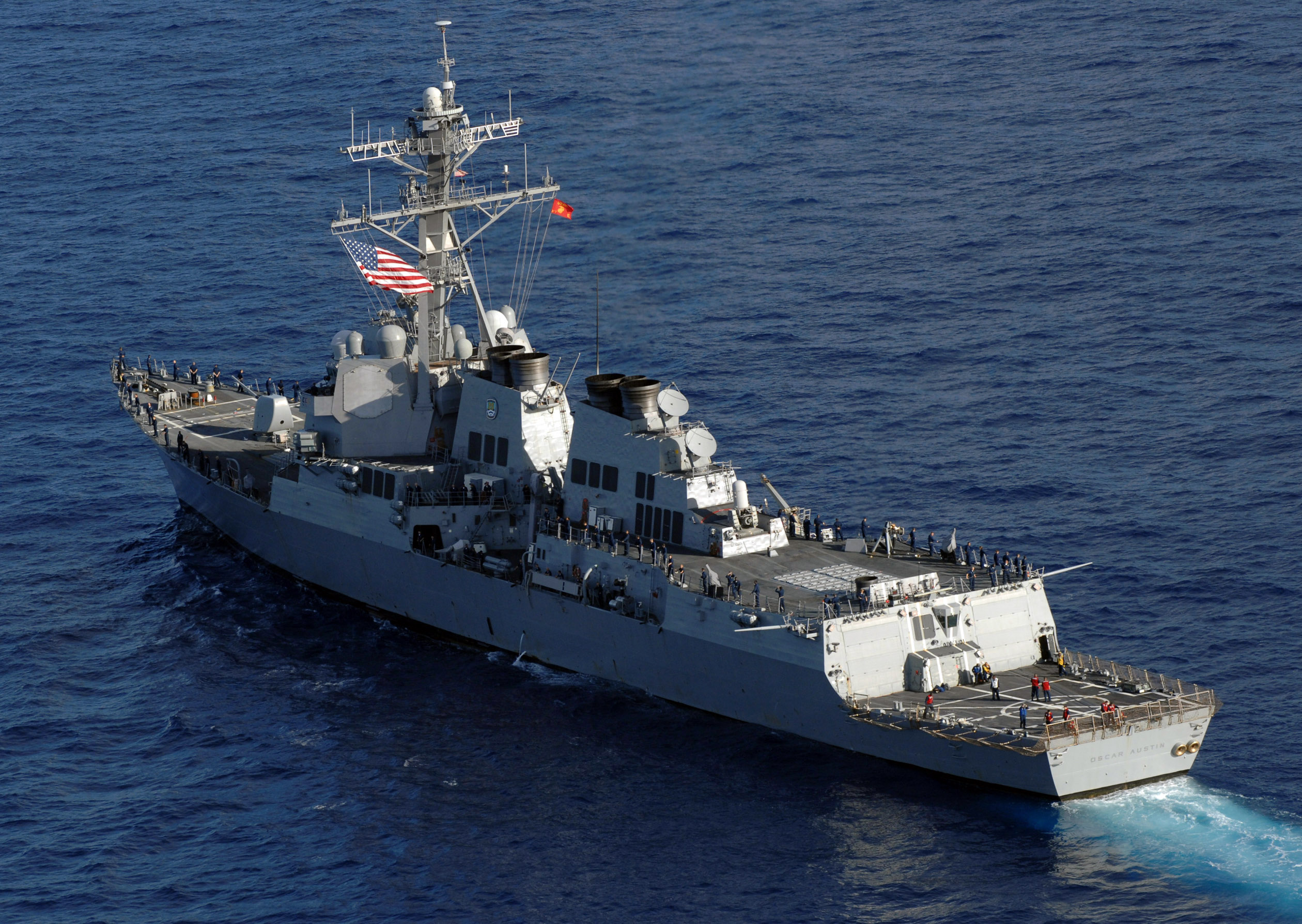
Есмінець «Оскар Остін», 12 листопада 2007 року. На фотографії представлені зправа наліво: розміщення вертолітного майданчика та ангарів, кормової УВП Mark 41, кормового ЗАК Phalanx CIWS, конструктивні особливості кормової частини надбудови есмінців типу «Арлі Берк» (технологія «Стелс»).

## Галерея

Ескадрені міноносці КРЗ типу «Арлі Берк» у морі
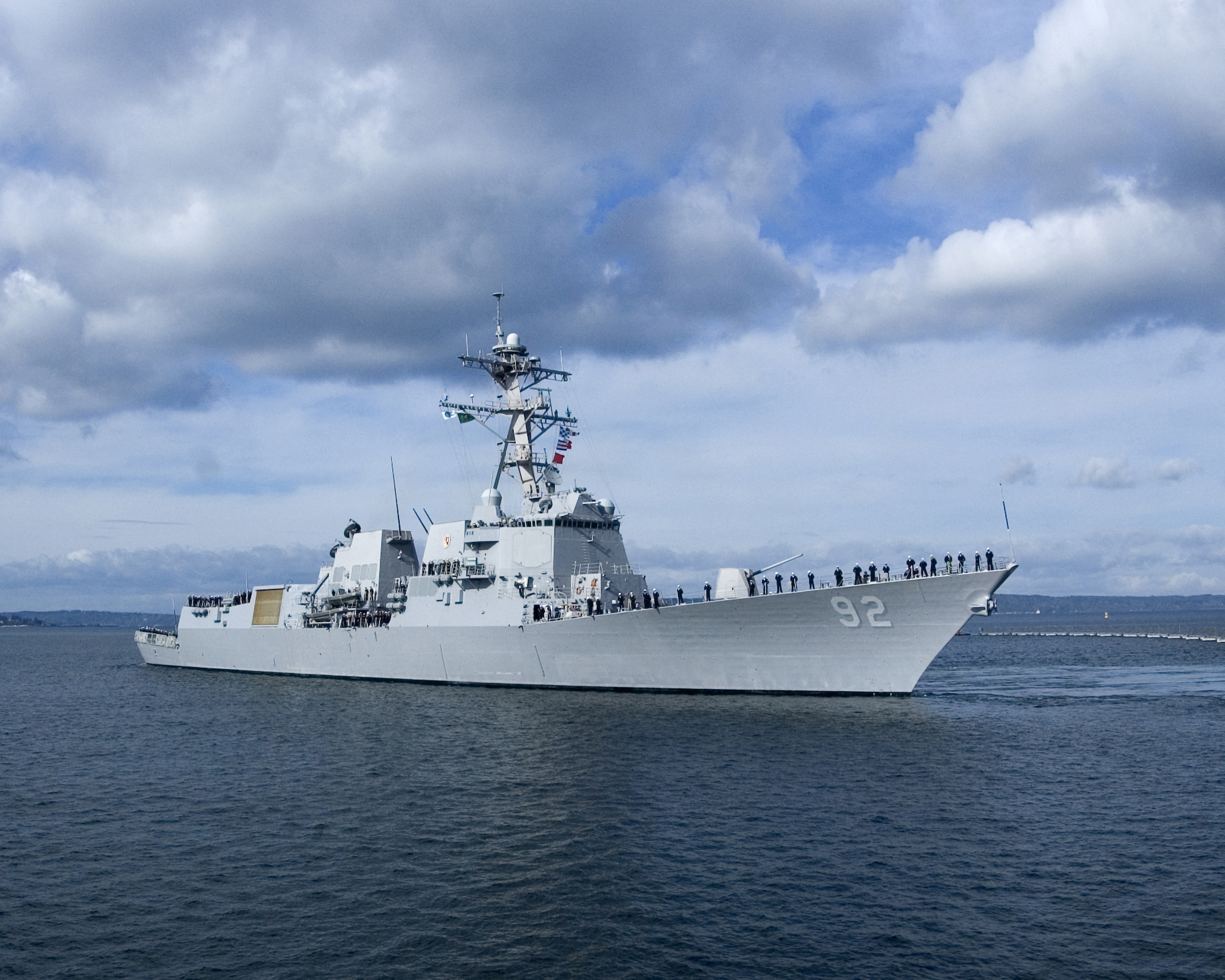
Есмінець КРЗ «Момсен» на рейді ВМБ Еверетт, 6 квітня 2006 року
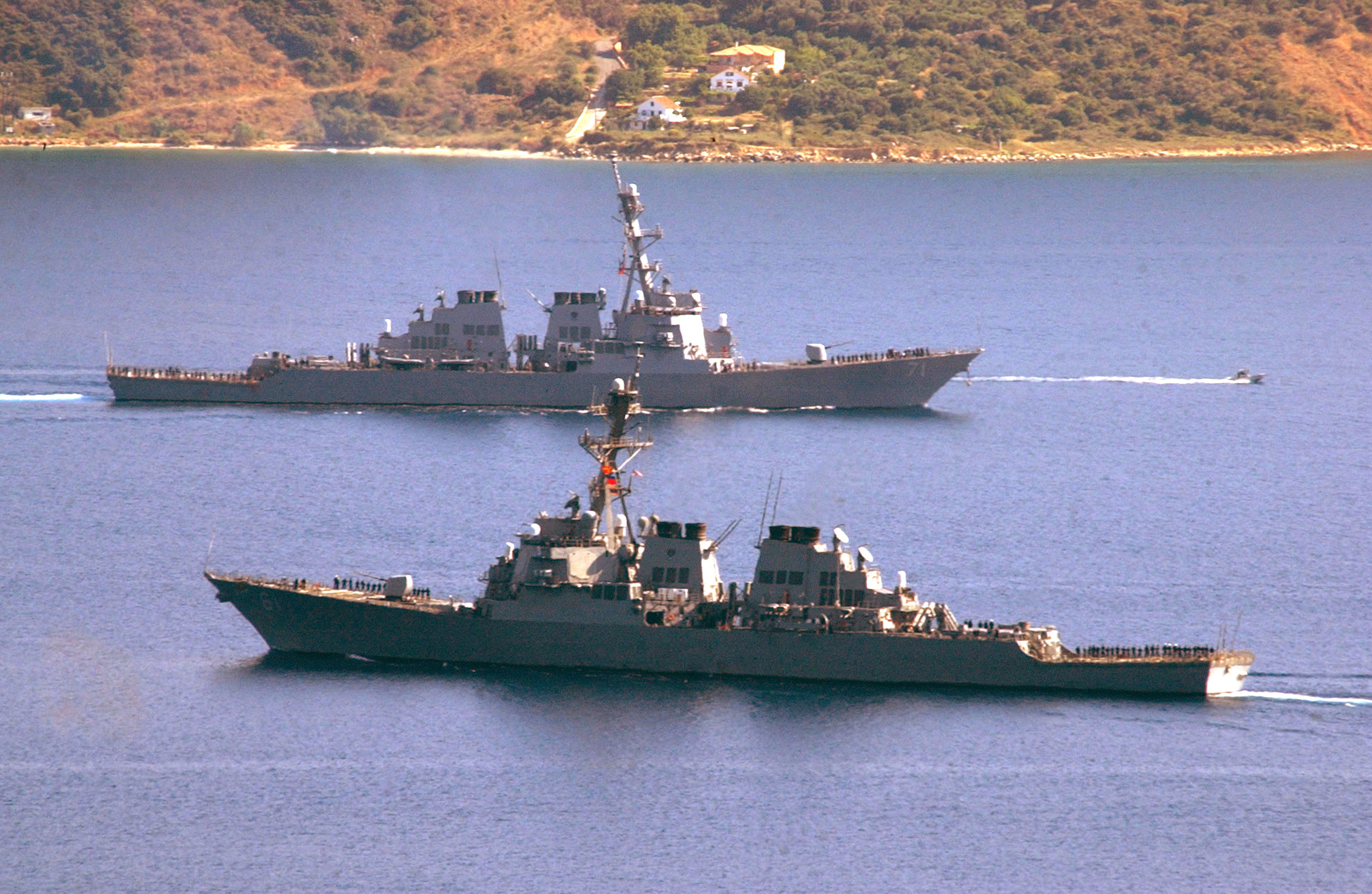
Есмінці КРЗ «Ремедж» та «Росс» йдуть на контркурсах (бухта Суда, Крит, 25 червня 2004 року).
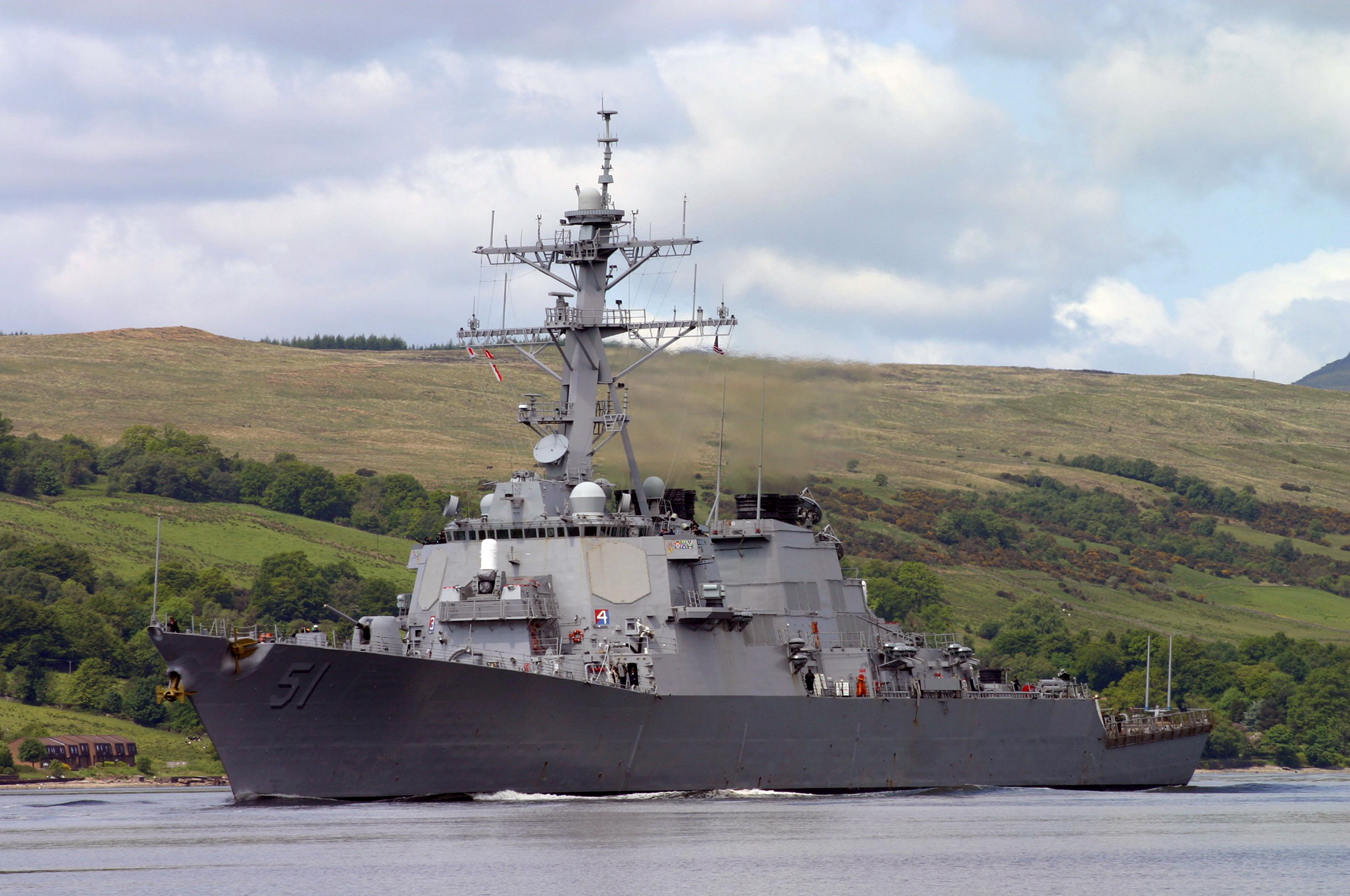
Есмінець КРЗ «Арлі Берк»
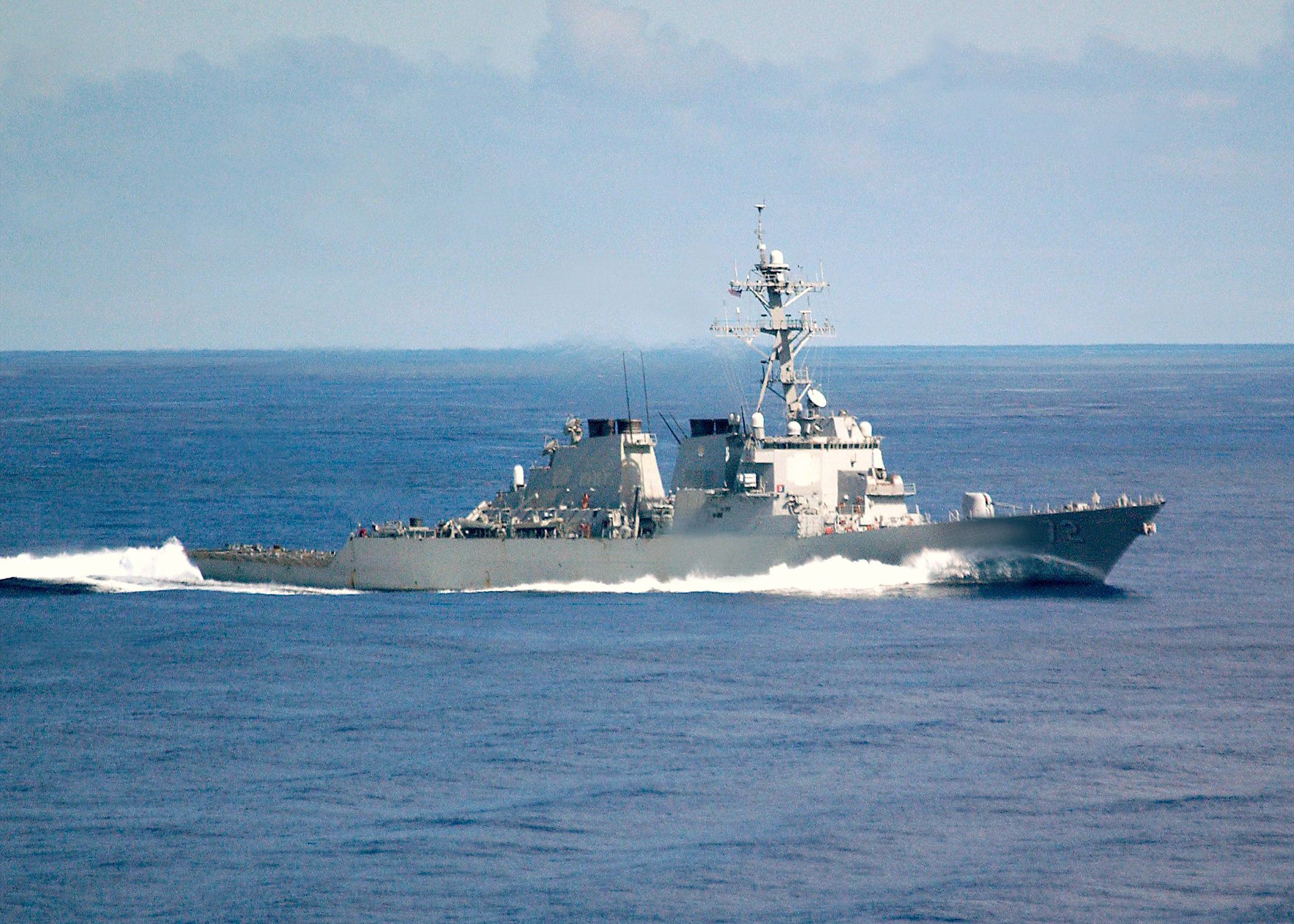
Есмінець КРЗ USS Mahan (DDG-72)
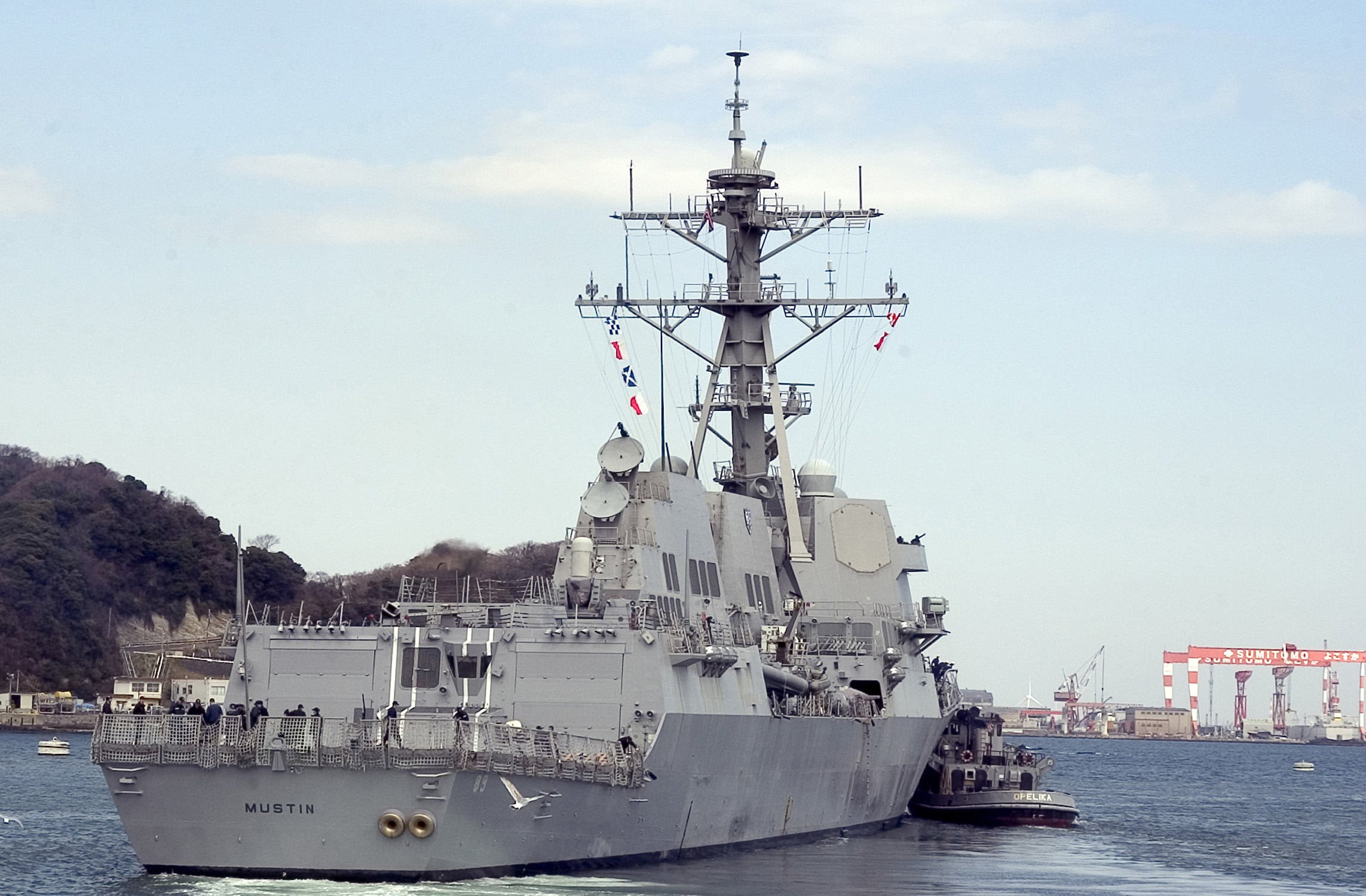
Есмінець КРЗ «Мустін»
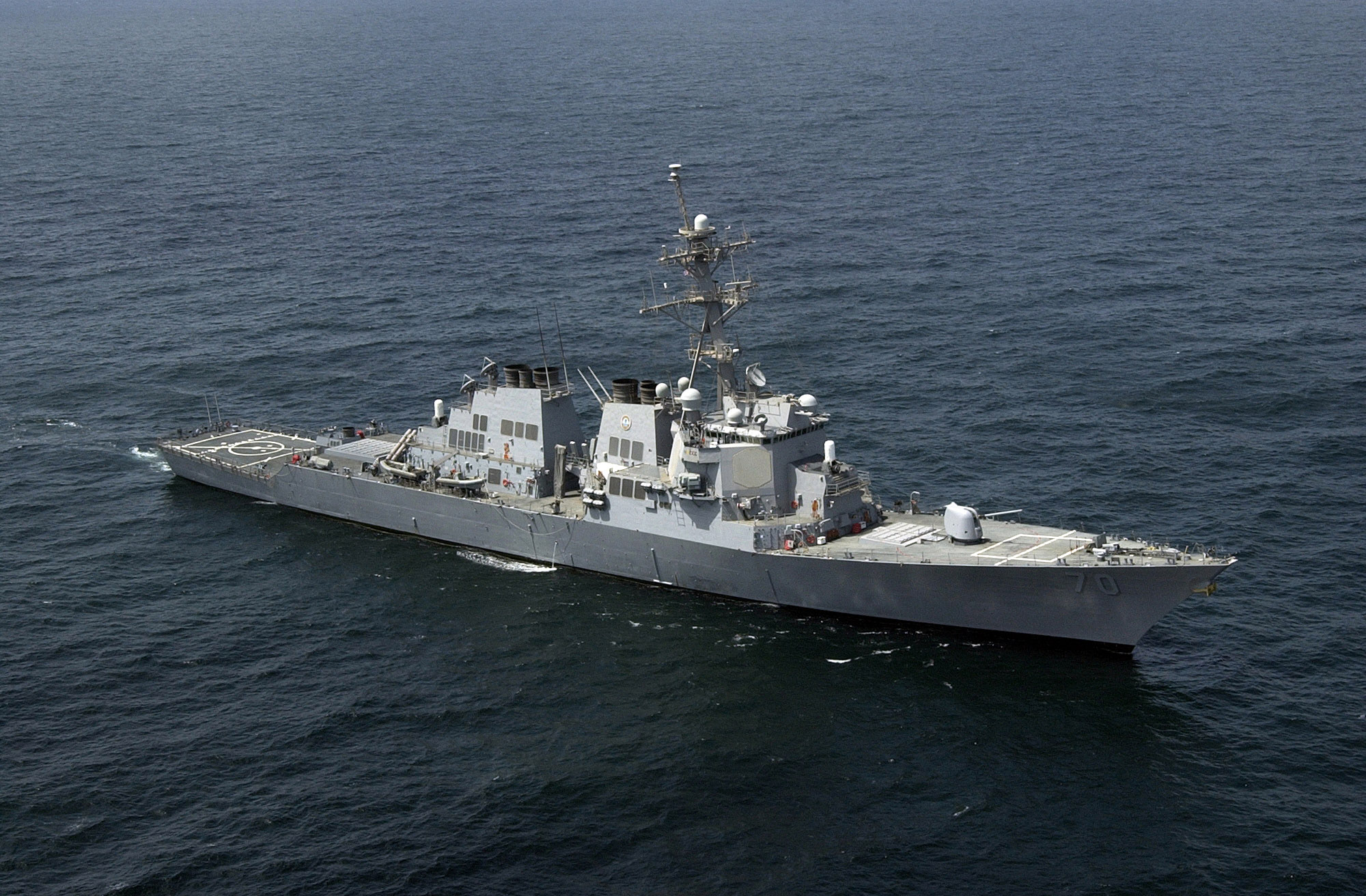
«Гоппер» у Перській затоці, 2004 рік
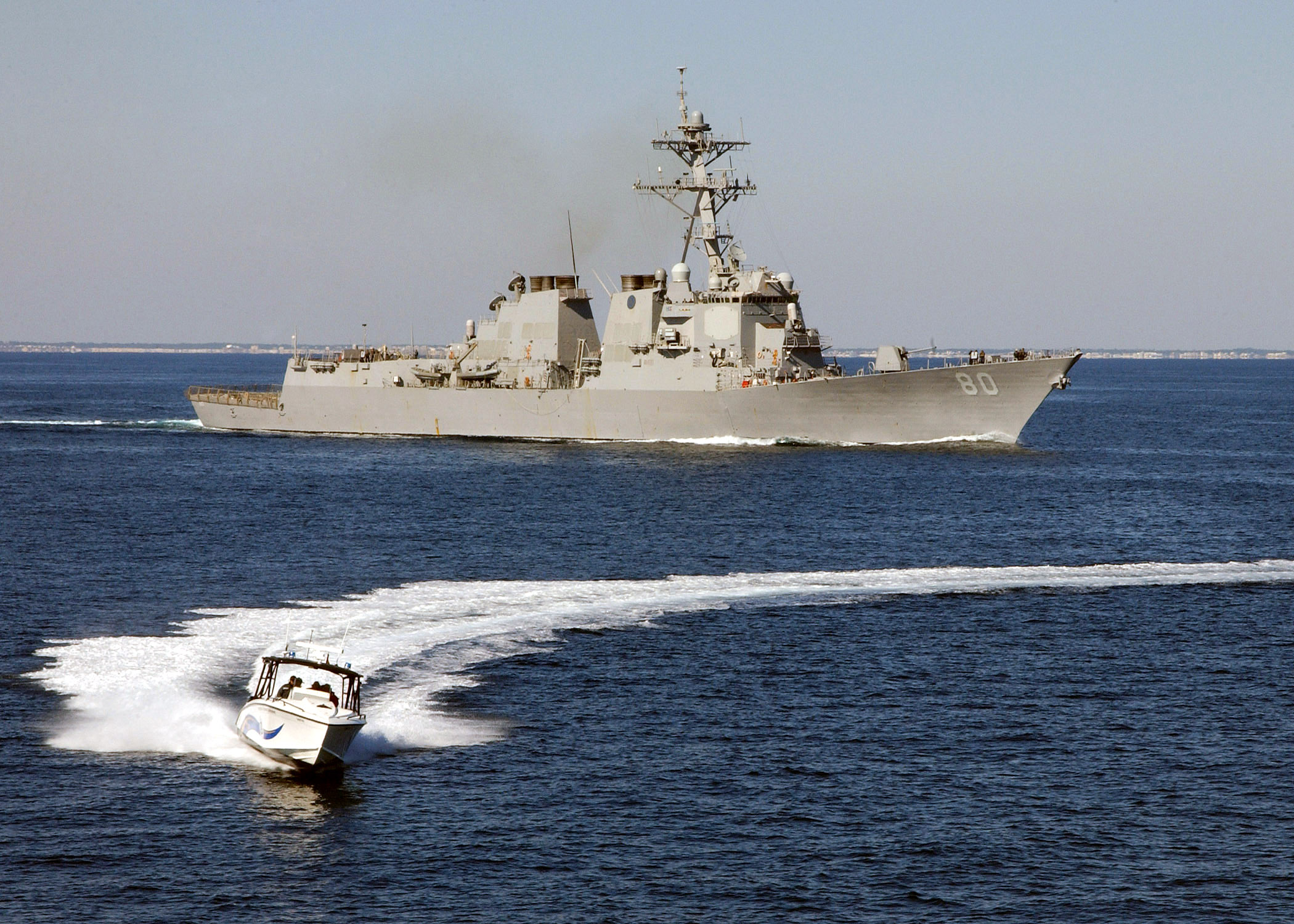
Есмінець КРЗ «Рузвельт», 2004 рік
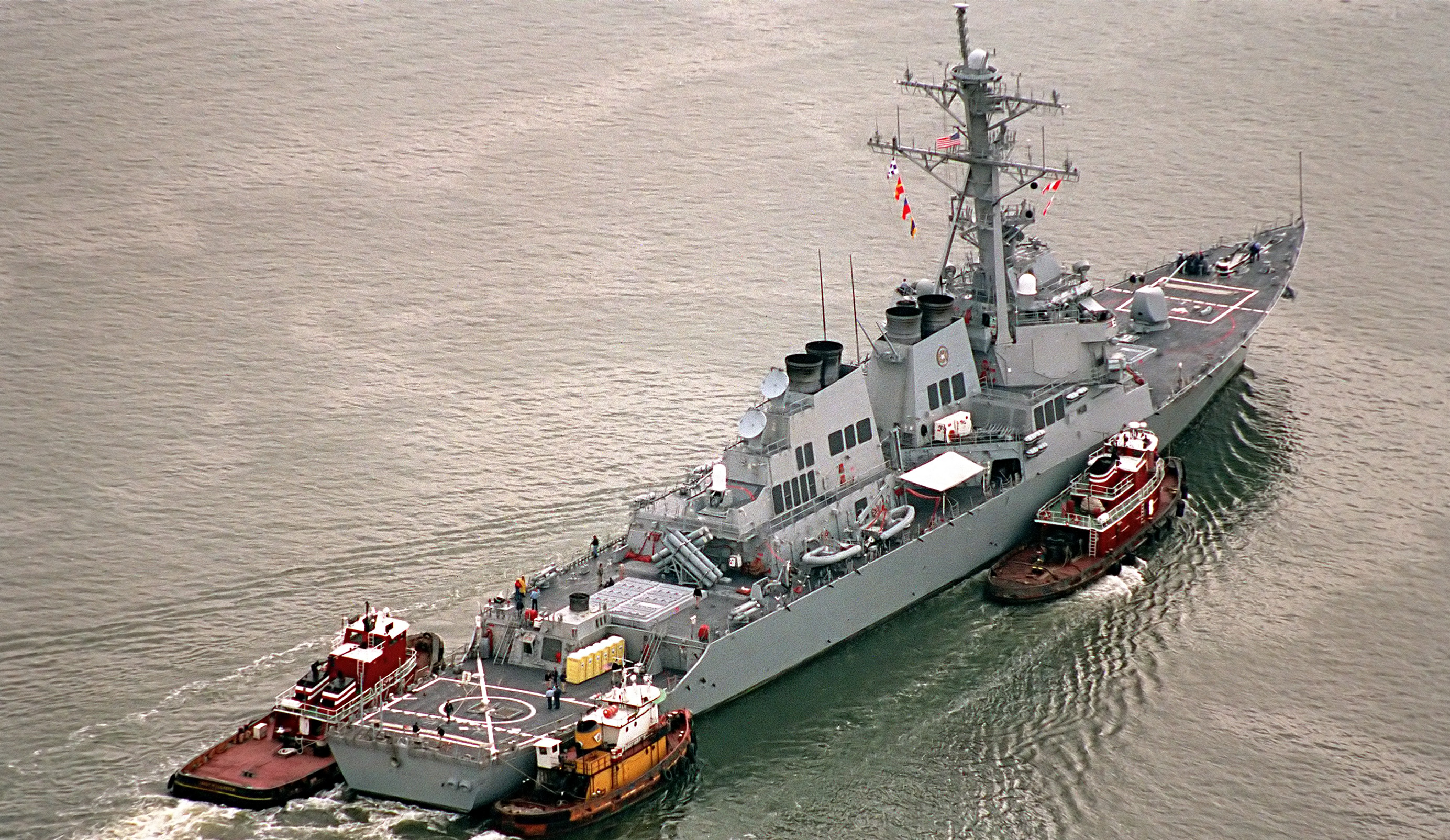
Есмінець КРЗ «Ремедж», 1 листопада 1996 року